# 綿ふき病

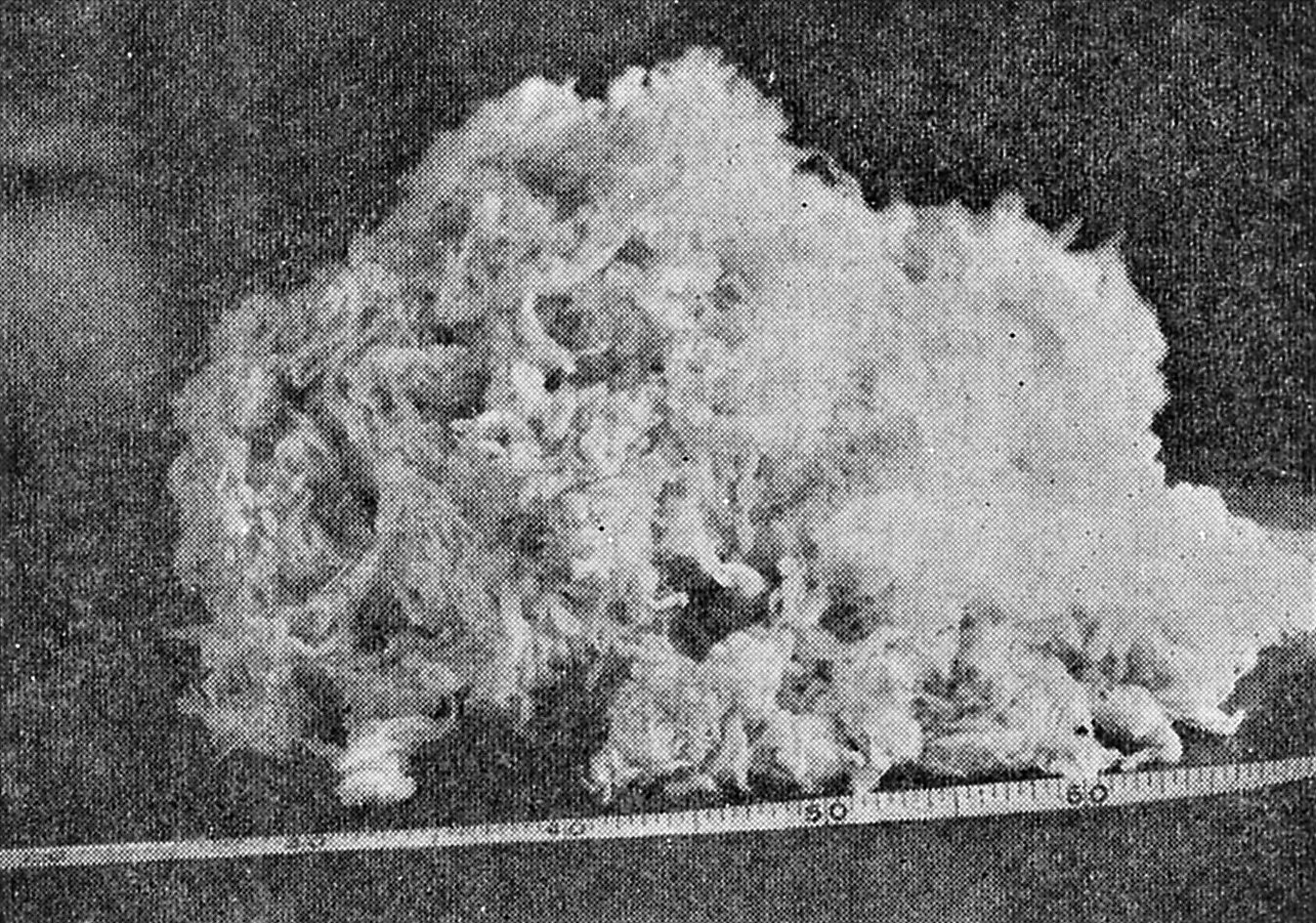
綿ふき病患者から排出された綿。水洗い後に乾燥させた綿の一部。

綿ふき病（わたふきびょう）とは、1957年（昭和32年）、岡山県英田郡美作町（現美作市）に所在する田尻病院において、近隣在住の女性（当時43歳）の皮膚膿瘍切開創から天然綿らしきものが排出されるのが確認され、これを原因不明の奇病、疾患であると捉えた出来事である。
発見者は同病院の創設者で、当時の院長でもあった田尻保（たじりたもつ）医師であり、当医師の名前から田尻病（たじりびょう）とも呼ばれている。いずれも正式な疾患名ではないものの、ブリタニカ国際大百科事典日本語版の1978年（昭和53年）第6巻に『綿ふき病（田尻病）』として掲載されている。
高等動物であるヒトから顕花植物である綿（セルロース）が産出、排出されるという奇異な現象は、田尻医師による最初の確認時から10年近くも散発的に続き、その間には主治医である田尻医師以外の医師や大学病院等の医療関係者だけでなく、繊維学や植物学の専門家などにより調査や検証が行われたが、当時の日本国内の病理学者らによる『常識論』によって研究の気勢が削がれ、調査内容や検証の考察が十分に行われないまま「存在する」対「存在しない」という事実確認の対立軸に発展してしまい、第三者の医師や学者らの間で「黙して語らず」という風潮が形成されていき、やがて患者とされた女性から綿の排出が停止したため、今日では「実在」したのか「虚偽」であったのかを断言できない複雑な歴史的経緯がある。
また、昭和30年代当時の医療従事者の間では疾患概念として一般的に認知されていなかったミュンヒハウゼン症候群との関連を、この現象の背景に示唆する考えもあり、類似する原因不明の疾患とされる他の現象を含め、綿ふき病にまつわる一連の出来事を扱うこと自体がアンタッチャブルだと捉える医療関係者も存在する。

## 綿ふき現象の経過
当記事では綿ふき病とされた一連の出来事について、実際に診察や治療、調査や研究に携わった関係者によって書かれた論文や記録、後年になって第三者が考察した文献等を出典とし、その顛末を記述する。文脈の関係上多少前後することはあるが、基本的には時系列に沿って記載する。

### 田尻医院

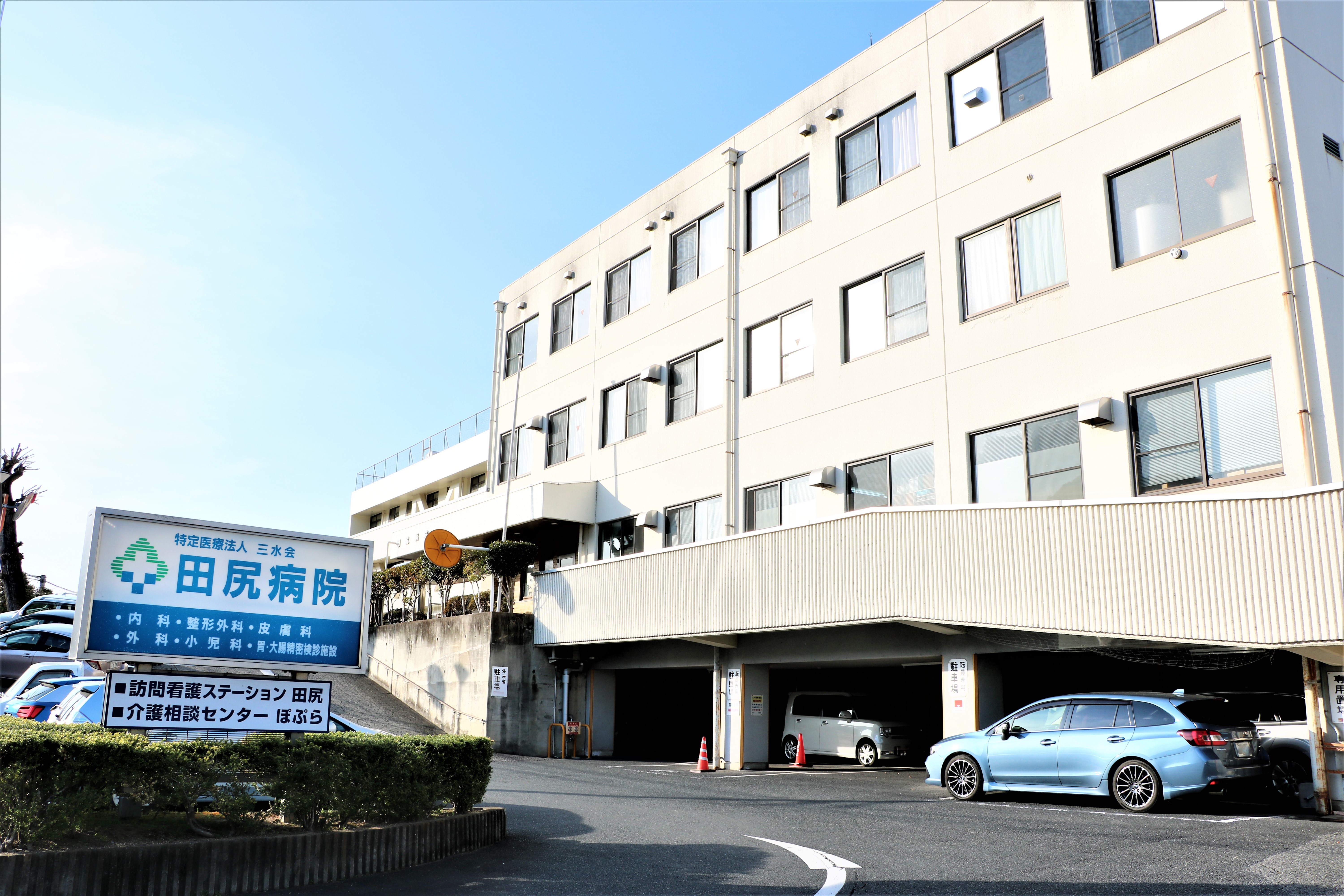
医療法人三水会田尻病院。2021年3月26日撮影。

1957年（昭和32年）5月24日、岡山県英田郡美作町（現美作市）の田尻医院（現、医療法人三水会田尻病院）に、近くに住む43歳の農家の主婦が皮膚の異常を訴えて来院した。
診察を行ったのは田尻医院院長（当時）の田尻保である。田尻は1936年（昭和11年）に岡山医科大学 (旧制)（現岡山大学医学部）を卒業。その後、岡山県内の医療機関などで10年ほど働き、1946年（昭和21年）1月に、同県北東部の農村に位置する英田郡楢原村に診療所を開設、その５年後の1951年（昭和26年）2月に、同郡豊国村明見（みょうけん）地区に診療所を移転した。この場所が今日の田尻病院の所在地である。田尻医院は近隣の地域住民の一般診察を行う開業医であり、現在地へ移転した後、病院規模は開業医としては大きくなっていき、1960年代中頃にはベッド数40台以上を擁し、入院患者は多い時で50人以上、1日あたりの外来患者が100人を超す日もある美作地区有数の個人病院であった。
皮膚の異常を訴え診察に訪れた農婦（以下、N農婦と記述する）は、1914年（大正3年）2月生まれの当時43歳であった。田尻医師（以下、田尻と記述する）が診察するとN農婦の右前腕5か所と右上腕1か所、それに左下腿1か所、合計7か所に開口した切開創があり、それらの創口の内部は膿と脱脂綿のようなもので満たされ、ひどい悪臭を発していた。
N農婦の話によると、このような症状が最初に起きたのは一昨年、1955年（昭和30年）の2月だという。田尻は直前に処置を行った誰かが創口内部に綿を詰めるという奇妙な処置を行ったと思いつつ、これら脱脂綿状のものをピンセットで摘まんで除去し、創口はリバノール液を使って消毒を行い、上腕や下腿の創口周囲に包帯を施し、念のため大事を取ってN農婦を当院に入院させた。
ところが翌朝になって昨日巻いた包帯を外すと、綿を除去したすべての創口内部に、再び膿にまみれた綿束状のものが充満していたため田尻医師は仰天する。もしかしたら昨日の処置の際、取り除くのを忘れた綿があったのかもしれないと、今度こそ1束の綿束や綿の断片も取り残さないよう細心の注意を払い、創口内部を洗浄して再度包帯を巻いた。しかしその翌日も、そのまた翌日も創口内部に綿束が充満していた。田尻はこの綿束を水洗いして血や膿を取り除いてみたが、どこにでもある普通の綿にしか見えない。
これは常識で考えれば「ありえない」事象であり、N農婦の行動に疑念を持った田尻は一種の自傷行為の可能性を考え、同院勤務の看護師やスタッフらとともに、本人に悟られないよう監視を続けつつ、数日間にわたり創口の処置を繰り返した。それでも綿束の排出は一向に止まらなかった。入院から1週間ほど経過した6月1日、腹部にできた切開痕のない無傷の膿瘍を切開すると、その中から同様の綿束が出現した。このとき行われた膿瘍切開は、その後、約9年間にわたり続くN農婦の身体各部位に生じた累計75回にも及ぶ1回目の膿瘍切開であった。
このように綿束は創口の開いた部位だけでなく、腫れているとはいえ傷口のない皮膚を切開した皮下からも出てきたのである。にわかには信じ難い症状を目の当たりにした田尻は、徹底的に調べるため入院期間を延長継続し、当初は比較的軽症者の入る６人用の相部屋病室へ入院させたが、その間にも綿束の排出は盛んに続いた。田尻は後年になって「同室に他人が５人もいる監視の目を盗んで自傷行為を行うのは不可能である」と、綿ふき病の存在を否定する側に対する反論根拠のひとつとして挙げている。
その後も次々に生じた左右上腕や右前腕の膿瘍を切開するたびに、中から膿にまみれた綿束の出現が繰り返され、やがて尿の中からも綿が確認された。慎重に監視と処置を続けていく中、田尻はやがて、綿の出現はN農婦本人や家族らによる作為的なものでは「ない」との確信に至った。

### 問診によるN農婦の発病経過
田尻はN農婦が来院する以前の状態や経緯について、本人から詳しく聞き取り問診を行った。N農婦は既婚者であり、会社員の夫、中学生の子供と暮らす、ごくありふれた主婦で、今回の症状が現れる以前に大きな病気はなく、手術を受けたこともなかった。ここ数年来は繰り返す発熱により全身状態は衰弱気味ではあるものの、意思疎通には問題はなく、受け答えも明瞭で、どちらかと言えば頭の回転の速い快活な女性であり、少なくとも精神面での異常は見られなかった。
身体の異常は2年ほど前から散発的に続いており、N農婦本人の証言によれば次のような経過であった。
もともと健康であったN農婦は1955年（昭和30年）の2月、自宅近所にあるため池の堤防修復作業を行った日の夜半、突然悪寒と戦慄を起こし高熱が出た。この発熱は2日間続いたのち自然に下がったが、それから約40日後の同年3月、同様の症状と高熱が再び出て、このとき体温を測るために腋下に挟んだ体温計が43度を超え水銀柱が破損してしまったという。
それ以来、毎日午後になると38度ほどの発熱が起き、全身がだるく床に伏しがちなり、同年5月にも体温計が破損する超高熱と発作に見舞われた。同年11月になって右季肋部（みぎきろくぶ、肋骨の下部）に親指先端部ほどの皮下腫瘤（ひかしゅりゅう）ができ、それが徐々に腫れて大きくなり、翌1956年（昭和31年）2月、鍼師にその部位をハリで刺してもらったところ、翌日になって悪寒戦慄とともに腫瘤が痛み出し、日を追うごとに腫瘤が大きく腫れていき、ついに同年9月、自然に潰れて中から大量の膿が排出された。それ以降はほぼ毎日ガーゼ交換のために内科医師の往診（田尻医院とは別の開業医）を受けたが、N農婦によればその頃より膿汁の中に綿らしきものが混ざっていたという。
翌1957年（昭和32年）2月頃になると、新たな皮下腫瘤が右腕の上腕や前腕、左右下肢の脹脛に現れ始め、次々に腫れて化膿して腫瘍のようになり、切開を受けたり自然に潰れたりを繰り返した。また、包帯を交換する度に綿が創口内部に現れ、中には綿の塊のようになっていたこともあったという。
最初にできた季肋部の創口は数か月で治癒したが、右腕やふくらはぎの創がなかなか良くならず困り果て、同年5月24日に田尻医院へ初診に訪れた、ということであった。

### 入院中の経過観察
前述したように当初６人用の相部屋病室へ入っていたN農婦は、その後3畳間の個室へ移動し、この部屋で長期間の入院生活を送ることとなった。3畳間の個室には鉄製寝台が備えられていて、そこに敷いた藁布団の上で寝泊まりしていた。なお当時の個室には暖房がなかったため、冬季は毛布と掛布団の間に豆炭の行火を入れ暖を取っていた。

#### 創面からの綿の排出

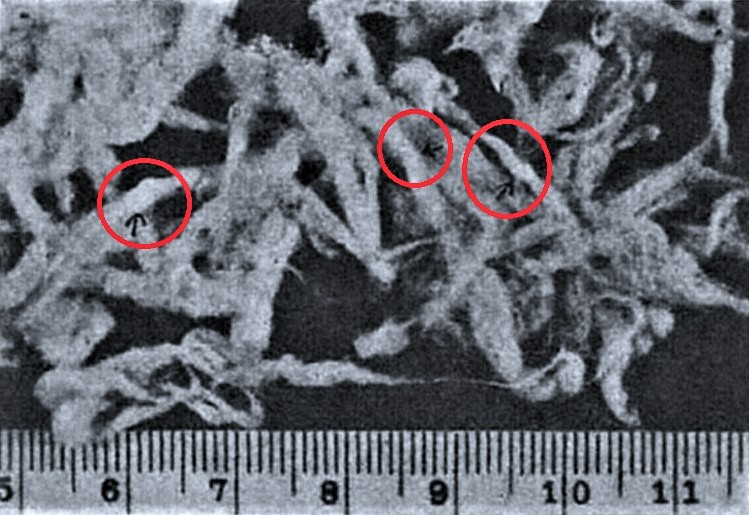
1959年（昭和34年）4月撮影の、N農婦から排出された綿束。メジャーとの対比でおおよその大きさが分かる。特に白く見える部位を田尻は手書きの黒矢印で示した（○印で囲んだ部分）。

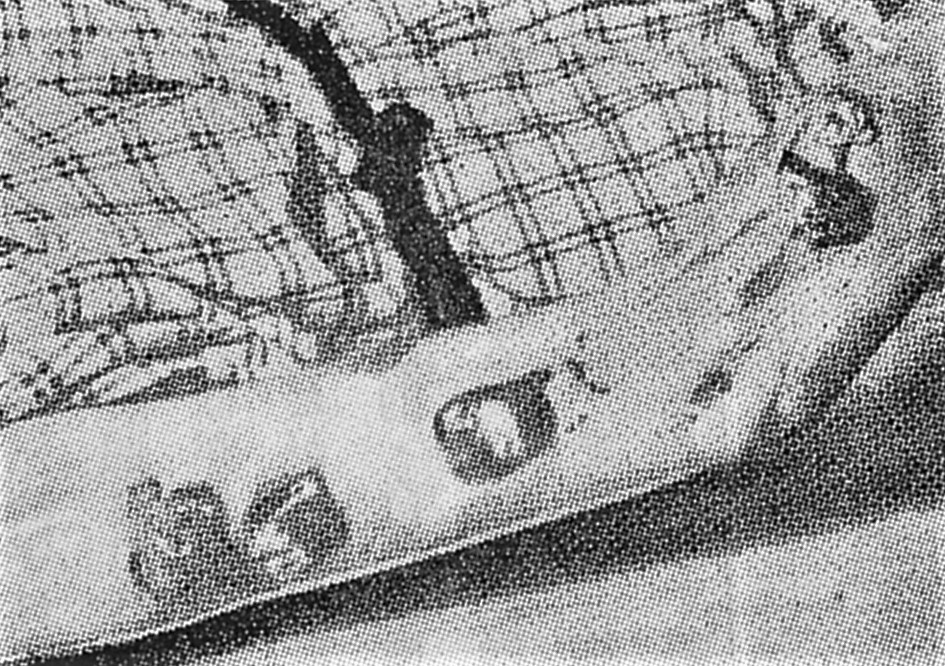
1959年（昭和34年）6月撮影のN農婦の右腕。画像中央の創口の中央に白く見えているのが膿にまみれた綿束。一番左側の創口は綿が除去された状態。いずれの創口も包帯交換後24時間経過時の様子。

N農婦は最初の発熱以来、全身状態が衰弱しており、田尻医院へ入院した後も発熱が継続し、敗血症様の熱型が継続している状態と考えられた。
入院後すぐ、左右の上肢、左右のふくらはぎの皮下に親指大もしくは鶏卵大の腫瘤（しこり）が発生し、これらはすべて皮下腫瘍（おでき）になった。田尻がこれらを切開すると内部からは非常に悪臭の強い膿汁と数個の綿の束が出てきたので、腫瘍になる前の皮下腫瘤を周囲の健康な皮膚とともに切開すると、すでに腫瘍の中には綿が入っていた。綿束の大きさや形状は耳鼻科で使用される綿子（わたこ）に巻いてある綿と同じくらいの細長い綿束であった。
田尻は何らかの要因によって皮下腫瘤内部で綿が発生しているのではないかと考え、皮下腫瘤を切除した上で、その創口を縫合したが、翌日になると縫合したはずの創口内部に、悪臭の強い膿汁にまみれた綿が充満していた。24時間で産出される綿らしきものの重量は乾燥させた状態で約2グラムに及んだ。
このように切開創から次々に綿が産出され、田尻はその都度、切開と綿の除去を繰り返し、産出した綿はおびただしい量になった。各々の創口は半年から１年ほどで治癒するが、別の正常な皮膚部位から皮下腫瘤が新たに現れ、腫瘍や膿瘍になってしまう。1959年（昭和34年）11月に湯たんぽで右足を火傷し、その後、田尻の予想通り10日後には火傷面から綿の産出が始まった。前述した切開縫合創と同様、皮膚に損傷が生じるとその創面から綿が生産された。
このように肉芽を掻き出したり切除することは、却って綿の産出を増加させてしまうようだと、処置を続けていくなかで田尻は感じていた。
田尻が記録した綿産出の時間的経過は次の通りであった。きれいに清掃した創口をそのままの状態にして観察していると、やがて創から滲み出る液（滲出）が創口全体に溜まってくる。ガーゼで創全体を覆い、創に溜まった液体がガーゼに吸収されていく様子を凝視していると、突如として創の底面から綿束が現れる。創口の清掃から早い時で約１時間後、遅い時でも６時間後ほどで現れはじめて綿束が次第に増え創口を埋めていき、最終的に創口から綿がはみ出してしまう。
ある時、創液の塗抹（とまつ）標本（プレパラート）を作成するため、5分おきに創口の液を拭ってはガーゼを取り換えるという作業を行った。作業開始から5分おきにガーゼ交換を継続して行い、1時間40分時の交換までは何事もなかった創の底部が、次の1時間45分時（開始から21回目の交換時）のガーゼ交換の際、突如として創の底部から膿汁の色を呈した綿束が2個現れたという。あまりにも突然で忽然と現れる瞬間を目撃した田尻は、まるで手品を見ているようだったと述べている。
綿束の長さは約1.5センチから5センチ、細いものでマッチ棒1本分、太いものでは3本分ほど、1つの綿束を分解して極細の綿毛を数えてみると、小さいもので100本前後、大きいものだと400本から500本ほどであった。長い入院期間中には高熱により人事不省に陥った事態も数回あり、意識不明の間にも綿の排出は確認された。
田尻は綿の出現状況を記録するため8ミリフィルムを用意してカラー映像の撮影を行った。できることなら連続して出現する様子をコマ撮りで撮影したかったが、それには長時間の固定を要するため、N農婦の負担や苦痛を考え30分毎の撮影を行った。しかしこれでは中間での綿挿入を疑われる可能性があるため、膿瘍を切開して膿と綿塊が出てくる場面も撮影した。
セクション下部に#田尻医師によるN農婦の膿瘍部位・切開年月日記録を示す。最も盛んに綿の排出があったのは1958年（昭和33年）から1960年（昭和35年）にかけてであり、多いときは朝夕２回、場合によっては3回におよぶ包帯交換を行っても創口から綿が排出された。
田尻医師によるN農婦の膿瘍部位・切開年月日記録
| 切開順 通番 | 膿瘍切開部位 切開年月日 （西暦1957年から1966年） | 膿瘍切開部位 切開年月日 （西暦1957年から1966年） | 膿瘍切開部位 切開年月日 （西暦1957年から1966年） | 膿瘍切開部位 切開年月日 （西暦1957年から1966年） | 膿瘍切開部位 切開年月日 （西暦1957年から1966年） | 膿瘍切開部位 切開年月日 （西暦1957年から1966年） | 膿瘍切開部位 切開年月日 （西暦1957年から1966年） | 膿瘍切開部位 切開年月日 （西暦1957年から1966年） | 膿瘍切開部位 切開年月日 （西暦1957年から1966年） | 膿瘍切開部位 切開年月日 （西暦1957年から1966年） |
| 切開順 通番 | 腕部                                             | 腕部                                             | 腕部                                             | 脚部                                             | 脚部                                             | 脚部                                             | その他の部位                                     | その他の部位                                     | その他の部位                                     | その他の部位                                     |
| 切開順 通番 | 右上腕                                           | 右前腕                                           | 左上腕                                           | 右大腿                                           | 右下腿                                           | 左下腿                                           | 腹部                                             | 左第4指                                          | 左腰部                                           | 後頭部                                           |
| ----------- | ------------------------------------------------ | ------------------------------------------------ | ------------------------------------------------ | ------------------------------------------------ | ------------------------------------------------ | ------------------------------------------------ | ------------------------------------------------ | ------------------------------------------------ | ------------------------------------------------ | ------------------------------------------------ |
| 1           |                                                  |                                                  |                                                  |                                                  |                                                  |                                                  | 1957年06月01日                                   |                                                  |                                                  |                                                  |
| 2           |                                                  |                                                  |                                                  |                                                  |                                                  |                                                  | 1957年10月01日                                   |                                                  |                                                  |                                                  |
| 3           | 1957年10月04日                                   |                                                  |                                                  |                                                  |                                                  |                                                  |                                                  |                                                  |                                                  |                                                  |
| 4           | 1957年12月17日                                   |                                                  |                                                  |                                                  |                                                  |                                                  |                                                  |                                                  |                                                  |                                                  |
| 5           |                                                  |                                                  | 1957年12月17日                                   |                                                  |                                                  |                                                  |                                                  |                                                  |                                                  |                                                  |
| 6           |                                                  |                                                  | 1958年01月21日                                   |                                                  |                                                  |                                                  |                                                  |                                                  |                                                  |                                                  |
| 7           |                                                  |                                                  | 1958年02月24日                                   |                                                  |                                                  |                                                  |                                                  |                                                  |                                                  |                                                  |
| 8           |                                                  |                                                  | 1958年03月07日                                   |                                                  |                                                  |                                                  |                                                  |                                                  |                                                  |                                                  |
| 9           |                                                  | 1958年05月14日 ×2か所                            |                                                  |                                                  |                                                  |                                                  |                                                  |                                                  |                                                  |                                                  |
| 10          |                                                  | 1958年05月16日                                   |                                                  |                                                  |                                                  |                                                  |                                                  |                                                  |                                                  |                                                  |
| 11          |                                                  |                                                  |                                                  |                                                  |                                                  |                                                  | 1958年06月11日                                   |                                                  |                                                  |                                                  |
| 12          |                                                  |                                                  |                                                  |                                                  |                                                  |                                                  | 1958年06月18日                                   |                                                  |                                                  |                                                  |
| 13          |                                                  |                                                  |                                                  |                                                  |                                                  | 1958年07月04日                                   |                                                  |                                                  |                                                  |                                                  |
| 14          |                                                  |                                                  |                                                  |                                                  |                                                  | 1958年07月19日                                   |                                                  |                                                  |                                                  |                                                  |
| 15          | 1958年07月19日                                   |                                                  |                                                  |                                                  |                                                  |                                                  |                                                  |                                                  |                                                  |                                                  |
| 16          |                                                  |                                                  |                                                  |                                                  |                                                  |                                                  |                                                  | 1958年07月22日                                   |                                                  |                                                  |
| 17          |                                                  |                                                  |                                                  |                                                  |                                                  |                                                  |                                                  | 1958年07月28日                                   |                                                  |                                                  |
| 18          |                                                  |                                                  |                                                  |                                                  |                                                  |                                                  |                                                  | 1958年08月07日                                   |                                                  |                                                  |
| 19          |                                                  |                                                  |                                                  |                                                  | 1958年08月17日                                   |                                                  |                                                  |                                                  |                                                  |                                                  |
| 20          |                                                  |                                                  |                                                  |                                                  | 1958年11月03日 ×2か所                            |                                                  |                                                  |                                                  |                                                  |                                                  |
| 21          | 1958年11月07日                                   |                                                  |                                                  |                                                  |                                                  |                                                  |                                                  |                                                  |                                                  |                                                  |
| 22          |                                                  |                                                  |                                                  |                                                  | 1958年11月12日                                   |                                                  |                                                  |                                                  |                                                  |                                                  |
| 23          |                                                  |                                                  |                                                  |                                                  | 1958年11月23日                                   |                                                  |                                                  |                                                  |                                                  |                                                  |
| 24          |                                                  |                                                  |                                                  |                                                  |                                                  |                                                  | 1958年11月27日                                   |                                                  |                                                  |                                                  |
| 25          |                                                  | 1959年02月17日                                   |                                                  |                                                  |                                                  |                                                  |                                                  |                                                  |                                                  |                                                  |
| 26          | 1959年02月24日 ×2か所                            |                                                  |                                                  |                                                  |                                                  |                                                  |                                                  |                                                  |                                                  |                                                  |
| 27          |                                                  | 1959年03月01日                                   |                                                  |                                                  |                                                  |                                                  |                                                  |                                                  |                                                  |                                                  |
| 28          | 1959年03月06日                                   |                                                  |                                                  |                                                  |                                                  |                                                  |                                                  |                                                  |                                                  |                                                  |
| 29          | 1959年03月27日                                   |                                                  |                                                  |                                                  |                                                  |                                                  |                                                  |                                                  |                                                  |                                                  |
| 30          | 1959年04月28日                                   |                                                  |                                                  |                                                  |                                                  |                                                  |                                                  |                                                  |                                                  |                                                  |
| 31          |                                                  |                                                  |                                                  |                                                  | 1959年09月12日                                   |                                                  |                                                  |                                                  |                                                  |                                                  |
| 32          |                                                  |                                                  |                                                  | 1959年09月15日                                   |                                                  |                                                  |                                                  |                                                  |                                                  |                                                  |
| 33          |                                                  |                                                  |                                                  |                                                  |                                                  |                                                  |                                                  |                                                  | 1959年09月17日                                   |                                                  |
| 34          |                                                  |                                                  |                                                  | 1959年10月01日                                   |                                                  |                                                  |                                                  |                                                  |                                                  |                                                  |
| 35          |                                                  |                                                  |                                                  | 1959年10月07日                                   |                                                  |                                                  |                                                  |                                                  |                                                  |                                                  |
| 36          |                                                  |                                                  |                                                  | 1959年10月13日                                   |                                                  |                                                  |                                                  |                                                  |                                                  |                                                  |
| 37          |                                                  |                                                  |                                                  | 1959年11月02日                                   |                                                  |                                                  |                                                  |                                                  |                                                  |                                                  |
| 38          |                                                  |                                                  |                                                  | 1959年11月09日                                   |                                                  |                                                  |                                                  |                                                  |                                                  |                                                  |
| 39          |                                                  |                                                  |                                                  | 1959年11月14日                                   |                                                  |                                                  |                                                  |                                                  |                                                  |                                                  |
| 40          |                                                  |                                                  |                                                  | 1959年12月16日                                   |                                                  |                                                  |                                                  |                                                  |                                                  |                                                  |
| 41          |                                                  | 1959年12月23日                                   |                                                  |                                                  |                                                  |                                                  |                                                  |                                                  |                                                  |                                                  |
| 42          |                                                  | 1959年12月28日                                   |                                                  |                                                  |                                                  |                                                  |                                                  |                                                  |                                                  |                                                  |
| 43          |                                                  |                                                  |                                                  | 1960年01月16日                                   |                                                  |                                                  |                                                  |                                                  |                                                  |                                                  |
| 44          |                                                  |                                                  |                                                  | 1960年01月19日                                   |                                                  |                                                  |                                                  |                                                  |                                                  |                                                  |
| 45          | 1960年01月24日                                   |                                                  |                                                  |                                                  |                                                  |                                                  |                                                  |                                                  |                                                  |                                                  |
| 46          | 1960年01月30日                                   |                                                  |                                                  |                                                  |                                                  |                                                  |                                                  |                                                  |                                                  |                                                  |
| 47          |                                                  |                                                  |                                                  | 1960年02月06日                                   |                                                  |                                                  |                                                  |                                                  |                                                  |                                                  |
| 48          |                                                  |                                                  |                                                  |                                                  | 1960年02月12日                                   |                                                  |                                                  |                                                  |                                                  |                                                  |
| 49          |                                                  |                                                  |                                                  |                                                  |                                                  | 1960年02月12日                                   |                                                  |                                                  |                                                  |                                                  |
| 50          | 1960年02月29日                                   |                                                  |                                                  |                                                  |                                                  |                                                  |                                                  |                                                  |                                                  |                                                  |
| 51          |                                                  | 1960年02月29日                                   |                                                  |                                                  |                                                  |                                                  |                                                  |                                                  |                                                  |                                                  |
| 52          |                                                  |                                                  |                                                  |                                                  | 1960年03月09日                                   |                                                  |                                                  |                                                  |                                                  |                                                  |
| 53          |                                                  | 1960年03月27日                                   |                                                  |                                                  |                                                  |                                                  |                                                  |                                                  |                                                  |                                                  |
| 54          |                                                  | 1960年04月18日                                   |                                                  |                                                  |                                                  |                                                  |                                                  |                                                  |                                                  |                                                  |
| 55          | 1960年04月18日                                   |                                                  |                                                  |                                                  |                                                  |                                                  |                                                  |                                                  |                                                  |                                                  |
| 56          |                                                  |                                                  |                                                  |                                                  |                                                  |                                                  |                                                  |                                                  |                                                  | 1960年04月20日                                   |
| 57          |                                                  |                                                  |                                                  |                                                  | 1960年05月08日                                   |                                                  |                                                  |                                                  |                                                  |                                                  |
| 58          |                                                  |                                                  |                                                  |                                                  | 1960年05月21日                                   |                                                  |                                                  |                                                  |                                                  |                                                  |
| 59          |                                                  | 1960年06月09日                                   |                                                  |                                                  |                                                  |                                                  |                                                  |                                                  |                                                  |                                                  |
| 60          |                                                  |                                                  |                                                  | 1960年06月17日                                   |                                                  |                                                  |                                                  |                                                  |                                                  |                                                  |
| 61          |                                                  |                                                  |                                                  | 1960年07月01日                                   |                                                  |                                                  |                                                  |                                                  |                                                  |                                                  |
| 62          |                                                  | 1960年07月20日                                   |                                                  |                                                  |                                                  |                                                  |                                                  |                                                  |                                                  |                                                  |
| 63          |                                                  |                                                  |                                                  | 1960年08月16日                                   |                                                  |                                                  |                                                  |                                                  |                                                  |                                                  |
| 64          |                                                  | 1960年10月08日                                   |                                                  |                                                  |                                                  |                                                  |                                                  |                                                  |                                                  |                                                  |
| 65          |                                                  | 1960年10月18日                                   |                                                  |                                                  |                                                  |                                                  |                                                  |                                                  |                                                  |                                                  |
| 66          | 1961年08月15日                                   |                                                  |                                                  |                                                  |                                                  |                                                  |                                                  |                                                  |                                                  |                                                  |
| 67          |                                                  |                                                  |                                                  |                                                  | 1962年01月26日                                   |                                                  |                                                  |                                                  |                                                  |                                                  |
| 68          |                                                  |                                                  |                                                  | 1962年05月29日                                   |                                                  |                                                  |                                                  |                                                  |                                                  |                                                  |
| 69          |                                                  |                                                  |                                                  |                                                  | 1962年11月22日                                   |                                                  |                                                  |                                                  |                                                  |                                                  |
| 70          |                                                  |                                                  |                                                  |                                                  |                                                  |                                                  | 1962年11月22日                                   |                                                  |                                                  |                                                  |
| 71          |                                                  | 1963年05月10日                                   |                                                  |                                                  |                                                  |                                                  |                                                  |                                                  |                                                  |                                                  |
| 72          |                                                  |                                                  |                                                  |                                                  |                                                  |                                                  | 1963年06月20日                                   |                                                  |                                                  |                                                  |
| 73          |                                                  |                                                  |                                                  | 1964年05月01日                                   |                                                  |                                                  |                                                  |                                                  |                                                  |                                                  |
| 74          |                                                  |                                                  |                                                  | 1964年11月11日                                   |                                                  |                                                  |                                                  |                                                  |                                                  |                                                  |
| 75          |                                                  |                                                  |                                                  |                                                  |                                                  | 1966年05月14日                                   |                                                  |                                                  |                                                  |                                                  |

#### 綿の排出と排尿回数の関係
|                            |        |        |        |        |        |        |        |        |        |        |        |        |        |        |        |        |        |     |
| 西暦1957年6月から1965年9月 |        |        |        |        |        |        |        |        |        |        |        |        |        |        |        |        |        |     |
| 1957年                     | 1957年 | 1958年 | 1958年 | 1959年 | 1959年 | 1960年 | 1960年 | 1961年 | 1961年 | 1962年 | 1962年 | 1963年 | 1963年 | 1964年 | 1964年 | 1965年 | 1965年 |     |
| 切開                       | 排尿   | 切開   | 排尿   | 切開   | 排尿   | 切開   | 排尿   | 切開   | 排尿   | 切開   | 排尿   | 切開   | 排尿   | 切開   | 排尿   | 切開   | 排尿   |     |
| 1月                        | --     | --     | 1      | 106    | 0      | 46     | 2      | 7      | 0      | 8      | 1      | 16     | 0      | 26     | 0      | 26     | 0      | 31  |
| 2月                        | --     | --     | 1      | 95     | 2      | 28     | 5      | 9      | 0      | 9      | 0      | 10     | 0      | 27     | 0      | 29     | 0      | 31  |
| 3月                        | --     | --     | 3      | 97     | 3      | 26     | 2      | 10     | 0      | 10     | 0      | 10     | 0      | 29     | 0      | 30     | 0      | 30  |
| 4月                        | --     | --     | 0      | 84     | 1      | 32     | 3      | 8      | 0      | 8      | 0      | 13     | 0      | 32     | 0      | 29     | 0      | 29  |
| 5月                        | --     | --     | 2      | 207    | 0      | 15     | 3      | 11     | 0      | 11     | 1      | 15     | 1      | 33     | 1      | 31     | 0      | 29  |
| 6月                        | 1      | 91     | 2      | 144    | 0      | 8      | 1      | 10     | 0      | 9      | 0      | 11     | 1      | 30     | 0      | 30     | 0      | 31  |
| 7月                        | 0      | 107    | 5      | 91     | 0      | 8      | 2      | 10     | 0      | 9      | 0      | 6      | 0      | 31     | 0      | 31     | 0      | 31  |
| 8月                        | 0      | 100    | 2      | 61     | 0      | 10     | 1      | 13     | 1      | 10     | 0      | 11     | 0      | 31     | 0      | 31     | 0      | 34  |
| 9月                        | 0      | 104    | 0      | 60     | 3      | 9      | 0      | 5      | 0      | 12     | 0      | 12     | 0      | 30     | 0      | 31     | 0      | 30  |
| 10月                       | 2      | 110    | 2      | 68     | 3      | 11     | 2      | 8      | 0      | 35     | 0      | 14     | 0      | 31     | 0      | 31     | --     | --  |
| 11月                       | 0      | 117    | 4      | 89     | 3      | 10     | 0      | 8      | 0      | 12     | 2      | 15     | 0      | 30     | 1      | 34     | --     | --  |
| 12月                       | 2      | 104    | 0      | 64     | 4      | 10     | 0      | 6      | 0      | 11     | 0      | 22     | 0      | 30     | 0      | 30     | --     | --  |
| 年間計                     | 5      | 733    | 17     | 1166   | 19     | 213    | 20     | 105    | 1      | 144    | 4      | 155    | 2      | 360    | 2      | 363    | 0      | 272 |

一般の入院患者同様、N農婦に対しても血液検査や尿検査が行われた。入院当初より１日当たりの排尿回数はほぼ2回、多い日でも4回と少なく、しかも１回あたりの尿の量は一般的な紙コップ1杯分（7オンス、約205ミリリットル）程度しかなく、乏尿と言える値であった。
尿の外見上の所見は、非常に濃い色を帯びていて濁りもあり、膿や細菌に加えてタンパクが認められた。そればかりでなくヒトの体内には存在しえないデンプンと考えられる物質が確認された。顕微鏡で確認するとデンプンの粒と思われる小さな粒状のものが無数にあったため、試しに尿中にヨウ素液を滴下すると尿が青色に変色したのである。しかし不思議なことに、皮膚に生じた創口の膿の中からはデンプンは一切確認されなかった。
また、尿中に綿が混ざっていることもあり、試験管に尿を入れ箸でかき混ぜると、箸の先端に綿毛が付着してぶら下がった。N農婦は左右両方の脇腹に鈍痛を終始訴えていることから、腎臓にも皮膚に見られるような病巣が存在する可能性が考えられ、血液中の尿素窒素（BUN）も正常値の3倍に達した。
1959年（昭和34年）の2月以降になると排尿回数は1日に1回ほどとなり、次第に全く排尿のない日が増え2日に1回、3日に1回、1週間に1回になるときもあり、1960年（昭和35年）末から翌年にかけた年末年始には、排尿のない期間が11日間に達した。
通常であれば11日間も尿が止まると尿毒症を発症して死亡するケースが多いが、N農婦には乏尿症状特有のむくみや頭痛もなく血圧も正常値であり、むしろ気分良好であったという。同年の初夏頃より排尿の回数が回復し、1963年（昭和38年）には1日ほぼ1回、紙コップ1杯分になったが、逆に排尿の回数が増え始めてから体のむくみや頭痛が起きている。
田尻は記録を続けていく中で、綿束を含む膿瘍が頻繁に発生していた時期には尿の量が少なく、膿瘍の発生が衰えてはじめてからは尿の量が増えていることに気が付いた。原因はわからないものの、「綿の生産」と「尿量」との間には何らかの因果関係があり、尿の成分中に綿が作られる何かがあるのではないかと考えた。

### 岡山外科学会での報告と日本医事新報への論文掲載

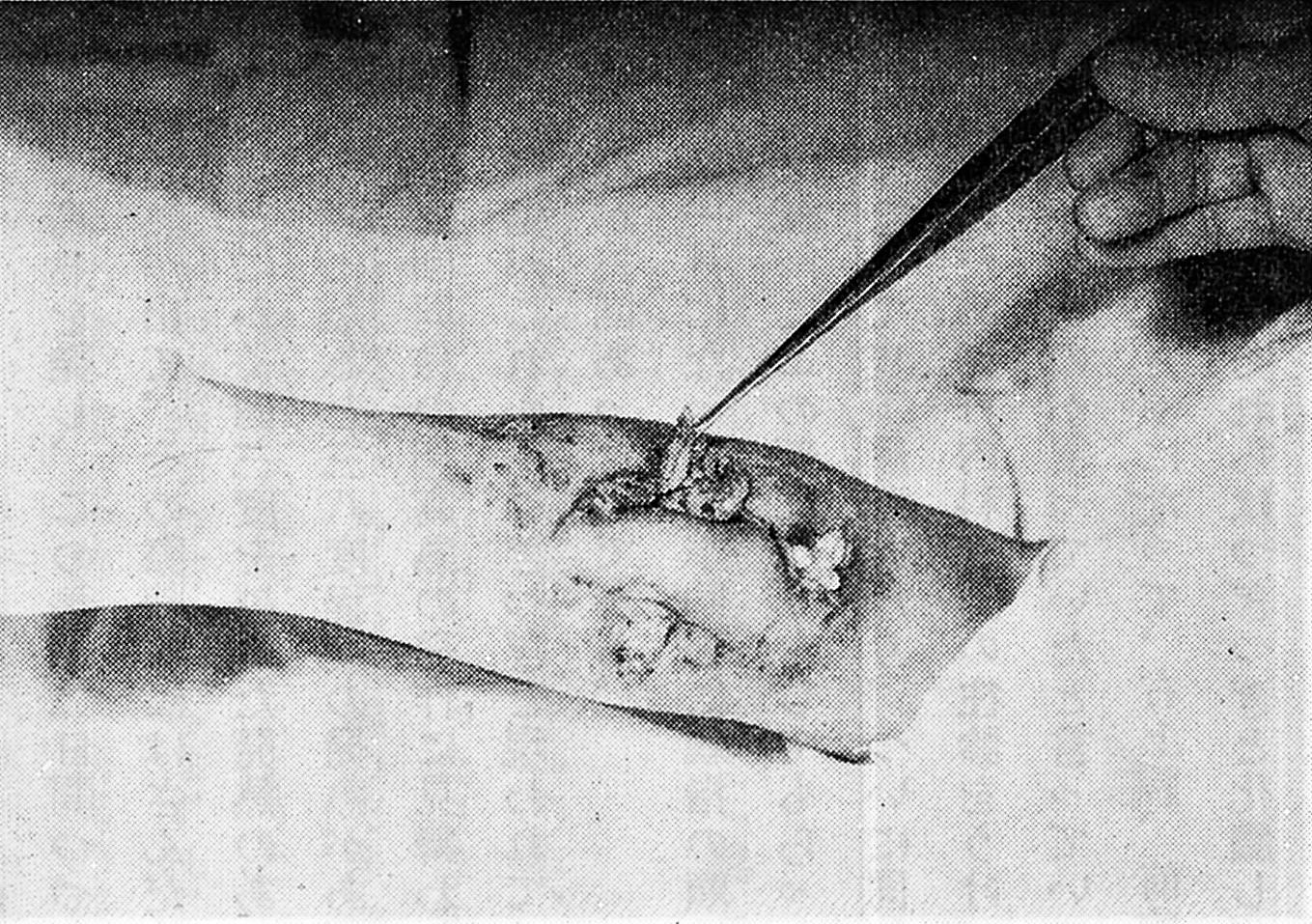
N農婦の左ふくらはぎ創口の清掃後24時間経過した状態。

綿の排出が作為的なものでないと確信した田尻は、N農婦の診察開始から約２年が経過した1959年（昭和34年）５月、母校である岡山大学医学部の岡山外科会（現日本臨床外科学会岡山県支部会）へ一連の報告を行い、翌1960年（昭和35年）2月の『日本医事新報』第1869号に多量の綿を産出する奇異な慢性肉芽性炎例についてと題した論文を発表する。こうして「綿ふき病」とされる奇異な症例が、医学部関係者らを通じマスコミなど外部一般に知られることになった。

#### 岡山大学医学部病理学教室
田尻は岡山外科会での発表に先立ち、岡山大学組織病理学教室の病理学博士である赤木制二に研究協力を求めた。田尻からの報告を聞き、N農婦が産出したという綿束を手に取った赤木も、最初は患者によるトリックであろうと疑い、1959年（昭和34年）の６月に、岡山医科大学の病理学教室の同僚数名を引き連れて田尻医院を訪れた。
N農婦と対面した赤木は病理学教室の同僚らと数日間にわたり、患部の様子を昼夜を通して観察した。全身10数か所におよぶ各々の創口には水っぽい肉芽があり、その中央付近に膿にまみれた綿束の固まりが溜まっており、これらを除去して包帯を交換するものの、24時間後に包帯を外すと再び膿にまみれた綿束が溜まっている。そのようなことを何度も繰り返し確認し、これはトリックなどではなく、田尻医師の報告内容に間違いはない、と赤木は確信する。
病巣部を病理組織学的に表現すれば「異物肉芽腫」ということになる。信じられないことではあるが、人体から産出される以上、この綿束様のものが真のワタ属（Gossypium spp.英: cotton plant）であるなど理論的に成り立たないと赤木は考え、植物学者や繊維学者らに鑑定を願い出た。その結果（次節で詳述する）は、まぎれもなく自然界に存在するワタ属種皮毛であった。
そこで赤木は病理組織学的観点から詳細な検査を続け、排出された綿の中に正体不明の異物巨細胞 と、その細胞から延長したと思われる異様な繊維束が形成されていることを確認した。この異物巨細胞はヒトの皮膚や皮下組織（皮膚の創傷組織含む）には見られないものであった。また、創口切開時に膿瘍の壁面から採取した組織の中には上皮のような細胞が存在しており、この細胞の染色体数はヒトの細胞の染色体数と比較して非常に少ない数値であった。形成される繊維束の内腔には原形質を持つものがあってコハク酸脱水素酵素の活性化が確認された。これらの現象は未知の細菌や微生物による作用ではないかと考え、細菌学の観点から血液や創口の膿を採取し細胞培養試験を複数回行った。結果としては種々の雑菌を分離することこそできたものの、手掛かりとなる病原微生物は確認できなかった。
これらを踏まえ赤木は次のような仮説を立てた。N農婦の創口に確認された異物巨細胞は崩壊の傾向を示していて、これら細胞質の中央付近に幼若な綿毛のような物質が出現してくる。これは人体にとっては明白に異物である綿毛に分化する途上の綿の幼若な細胞を、人体側の貧食細胞がかろうじて捕らえている(細胞性免疫)ものの、それらを細胞内で消化できずに、むざむざと綿毛への分化を許してしまっているのではないか。N農婦の膿瘍内部では幼若な種皮細胞に相当する細胞が、ある種の培養状態が継続していると解釈でき、飛躍した考えであるが、これは顕花植物の組織寄生ではないのか、患者の側からみると綿の種皮細胞による全身感染症であり、綿の側からみれば綿の種皮細胞の人体寄生ということになる、との仮説を立てた。
細菌などの単細胞生物が人体に感染することは日常茶飯事である。それが顕花植物の、それも一部分の組織だけが昼夜絶え間なく人体で作り出されるということは前例がなく、仮に原因が綿の細胞の感染によるものだとすれば、その感染はどのようにして起こったのか、はたしてN農婦に聞いてみると1938年（昭和13年）から約５年間の期間、自家用の綿を得るため小規模な綿栽培を行っていた過去が確認された。因果関係は不明であるものの、仮にこのときの侵入が原因だとするなら発病までに10年以上を要したことになる。

#### 繊維学専門家による鑑定

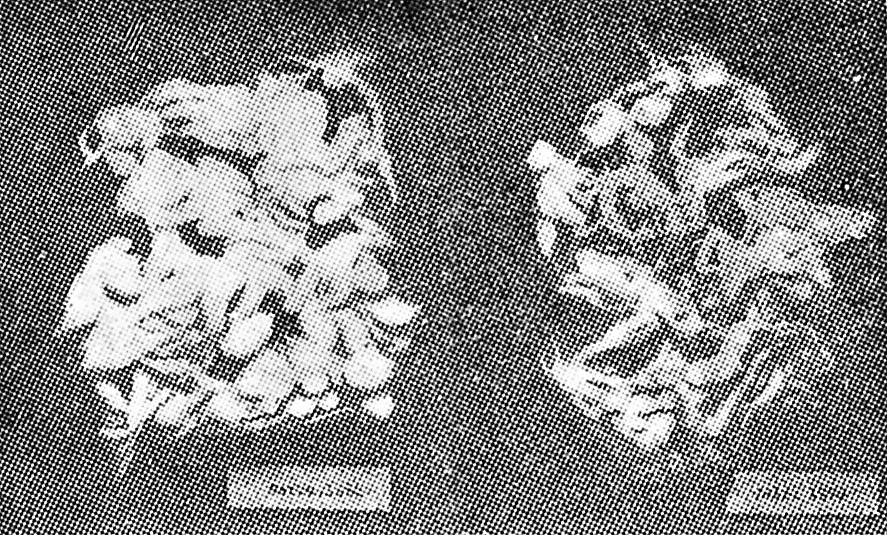
N農婦から排出された24時間の綿の量。左は1959年（昭和34年）7月。右は1960年（昭和35年）3月。

赤木は岡山県内で綿の栽培が行われている場所を探すと、岡山県農業試験場（現岡山県農林水産総合センター）分室の畑作灌漑試験地（東高梁川廃川地、現倉敷市中洲）で綿が栽培されていると知り、1959年（昭和34年）の8月に試験場の許可をもらい開花前後の綿の花を譲り受け、開花直後、24時間後、48時間後の蒴果をそれぞれ切開してホルマリンで固定し、翌年には自宅の庭で陸地綿の栽培を行い綿毛の成長する過程を観察した。これらの経験はN農婦から排出される綿毛の熟れ加減を知るのに役立ったという。
しかしながら赤木も田尻も医療に携わる身であって、綿などの繊維や植物についての専門家ではない。そのため2人は植物形態学、作物栽培学、農芸化学、繊維学といった複数の学者に専門家の立場からの検査協力を依頼した。この頃になると綿ふき病は新聞や週刊誌などマスコミを介して広く知られはじめており、様々な分野の専門家が遠路田尻医院を訪れるようになっていた。田尻は医療関係者だけでなく様々な分野の専門家らに対しても快く迎え入れ、これまでの経緯について説明、排出した大量の綿を提示したり、N農婦の創口を直接確認してもらうなど情報をオープンにして協力を惜しまなかった。
複数の専門家が排出した綿を譲り受け各々の研究機関へ持ち帰った。それらの鑑定結果はそろって、繊維素系のセルロースであって、しかも自然界のワタ属の種皮毛、つまり綿毛に間違いない、というものであった。
信州大学繊維学部教授の呉祐吉は、X線回折により天然綿であると確認し、工芸作物の専門家である東京教育大学教授の西川五郎は、完熟した陸地綿であることを確認した。岡山大学附属大原農業生物研究所に所属する教授の小澤潤二は、濾紙泳動法を使って自然綿毛や市販脱脂綿と糖質が同一であることを確認した。
民間の専門家からも同様の結論が導き出されており、例えば倉敷レイヨン（現クラレ）研究所の技師たちは様々な試験を行い、自然綿特有のねじれ（螺旋構造）や、中空の存在を確認している。このねじれについて岡山大学理学部の木村劼二は自然綿と同じ「ねじれ」であるものの、その断面には市販の脱脂綿には見られない原形質が存在することを指摘している。
綿毛の中空内部には原形質物質〔ママ〕が残存していて、これらの毛を苛性ソーダで処置するとセルロース陽性反応となり、N農婦の創口から産出する物質は天然綿の種皮毛と同一であると同定された。
ただし、天然綿と同一であったということは、見方を変えれば疑念材料のひとつになり得ず、赤木に対して「残念ながら真の綿毛に間違いなく、だれかがからだの中に置き忘れていたものでしょう。どうかお間違いをなさらないように」と、忠告した植物学の老大家もいた。

### 日本病理学会総会での発表
ここまでの調査では綿の排出機構は不明であり、病理学的な研究も成功しなかった。しかし田尻も赤木も、何らかの未知なる理由によって綿が排出されているとしか考えられないとして、1961年（昭和36年）の日本病理学会の総会に出席した赤木は多数の参加者を前に、『無限に多量の綿を産出する奇異な症例、所謂「綿ふき病」について』と題し、田尻医院におけるN農婦の入院来の経過詳細と、皮下腫瘤の病理組織学的検査に基づく考察、仮説を発表した。
赤木の発表の趣旨は、現段階では産出機構は不明であるものの、生体に何らかの感染などの外的要因が加わって、顕花植物の、少なくとも限られた組織は、寄生できるのではないか、そこからセルロース（この場合は木綿）が産出されるのだろうという寄生説であった。
赤木の発表を聞いて、その場で即座に立ちあがり反論したのは、当時の日本国内の病理学会の大家にして重鎮の広島大学教授の玉川忠太であった。
綿ふき病は多くの学者にとって自然科学の常識からは容易に理解できない現象であり、綿や木綿と聞いて、木綿畑で育つ、花、実、綿毛といった植物を直接連想した玉川は、総会に参加する大勢の学者や医療関係者が居並ぶ会場で赤木に向かって「“…その創口から綿の花が咲くのを見るまでは信じられない…”」と情緒的な発言を行った。そのため出席した他の学者らは黙り込んでしまい、赤木の報告に対し病理学会らしい学術的な討論は行われないまま終わってしまった。この総会内容を記載した翌1962年発行の『日本病理学会誌 第50巻』において玉川は短評を追加しており、その末尾で「“…私の蒙をおひらき下さるより精細な機序をご提供下さる日の近からん事を祈ります。”」と慇懃に結んでいる。批判を受けた赤木本人と主治医である田尻は公衆の面前で暴言を浴びせられたと感じ、甚だしく心情を害したという。
田尻と赤木の2名も他の医師や研究者同様に最初はN農婦の作為的な可能性を疑ったものの、実際に目の前で目撃した信じがたい現象に自分たちの目を疑い、数年間にわたり何度も真剣に検証を行い、原因不明なものの「作為的なものではない」と確信していた、だからこそ田尻も赤木も「いかなる批判も誤解も覚悟の上」での発表であったという。しかしながら病理学会における老大家の発言は、その後も続いた複数名の病理学や法医学者らによる否定的見解と合わせ、綿ふき病に関する研究の方向づけがネガティブになり、第三者がこの問題に深入りしたがらない風潮が形成されていく契機となる出来事であった。
田尻はこの発表によって批判されることは必至だろうと最初から想定しており、日本医事新報へ掲載した論文の冒頭で次のように述べている。

## 類似する事例の報告
綿ふき病が世間に知られ始めると、日本国内各所からこれに類似する症例、あるいは現象が報告されはじめた。本セクションでは当記事主題のN農婦以外の事例について概略を述べる。本件以外にも未確認の類似例らしきものが「あった」とされるが、ここでは末尾に提示する出典文献中に記載されている内容を報告時系列順に列挙する。

### 例1 岡山県N農婦
（当記事主題であるため概略は省略）

### 例2 山形県13歳の少女
田尻による日本医事新報に掲載された論文（1960年）を見た新潟大学眼科の石川忠蔵は、翌1961年（昭和36年）の『眼科臨床医報』55巻7号に「奇異なる眼窩内異物(綿ふき病?)の1例」と題した報告を行った。それによれば、山形県在住の13歳の少女の眼瞼（まぶた）に小さな腫瘤が発生し、これを手術で摘出し病理検査に回したところ、一種の異物肉芽腫であった。その外見と色合いから植物性の繊維もしくは綿の繊維のように見えたというが、繊維学専門家による同定は行われていない。

### 例3 静岡県26歳女性
1962年（昭和37年）に横浜市立大学医学部の松岡規男によって報告された静岡県在住の26歳女性の例である。まず最初は1960年（昭和35年）6月に手指が瘭疽（ひょうそ）に侵された。患部の状態が改善しないまま経過し、やがて左手の第4指、第5指を除いた左右8本の指の爪が剥がれ、その周囲の肉芽部位より白色の綿毛が産出されるようになった。綿毛は産出後、徐々に褐色を帯びていき最終的に黒色になる。綿毛の産出頻度が激しくなると、微熱、嘔気、上膊や大腿部に放散痛を訴える。患部の綿や異物を掻き出すとこれらの症状は軽快する。この異物を信州大学医学部教授の那須毅の好意により同大繊維学部で鑑定してもらい、植物性の綿毛と一致することが確認された。当該女性は本報告がされた時点では快癒しており健康体であるという。

### 例4 京都府27歳女性
1962年（昭和37年）の夏頃より約2年間にわたり京都府福知山市で確認された事例。患者は27歳女性。軽度の知恵遅れあり。当初、某病院の待合室でガラスの破片により手を切ったため直ちに当病院で縫合を受けた。後日その傷口から綿が出てくるようになった。この傷は約半年で治癒したが、翌1963年（昭和38年）の春になって、数年前に受けた卵巣嚢腫摘出手術による下腹部の手術創が痛み出し、とある外科で受診し切開を伴う治療処置を受け、またもやその傷口から綿が出てきたという。同年8月、当該外科医師の紹介により国立福知山病院（現市立福知山市民病院）へ入院し経過観察を行い、やがて創口は治癒したので退院するが、10月になってまた綿が出始めた。このときは外来患者として通院治療を続けたが回復することなく翌1964年（昭和39年）1月に再入院し数カ月間様子を見た後、瘢痕は残存するものの問題はなく治癒したものとして同年5月初旬に退院した。
ところがまたもや同年9月になって瘢痕を中心に潰瘍が生じ、10月に入ると綿が出はじめ、10月10日に3度目の入院をすることとなった。数年前の田尻による『日本医事新報』の記事を記憶していた、同病院副院長の荒木と外科部長の中川にとって極めて興味深い症例であり、改めて慎重に検証を行った。3度目となる入院の当初、観察を行った荒木と中川の2名によれば、綿が皮下組織で自然に作られ噴き出しているように見え、患者自身が作為的に綿を詰め込んでいるようには見えなかったという。そこで中川は同月20日、創口を含む下腹部から大腿部にかけ石膏包帯いわゆるギプスを巻いて、翌21日に外してみると綿の排出は全く起こらなかった。そこで今度は通常の包帯に戻したところ一転して綿の排出が再度始まった。10月23日、副院長の荒木から呼ばれた同院外科医の健田恭一は同僚の医師計3名で患者の観察を行うことになった。包帯は昨夜交換されており、その際、創口の綿はすべて除去し、リバノールガーゼを創口内に入れた状態にして厳重に包帯が巻かれており、外科医である3名が確認しても患者自身が包帯やガーゼに触れた形跡はなかった。ところが包帯を外すと創口から直径1センチほどの綿玉が次々に現れたのである。健田らは数日前のようにギプスで患者の自由を奪うのは好ましくないと考え、異物を取り除いた創口に減菌ガーゼをあて、創口一帯を大型のビニールで覆い、外科用の接着剤を使って皮膚にビニールを直接接着させ、監視の目をかいくぐり患者が創口に触れることが出来ないようにし、その夜は女性看護師を朝まで同室させ、さらに1人になる時間を避けるため、病室内で用を足せるよう大小便器を用意し1晩だけトイレの使用を禁じた。果たして翌朝創口を確認してみると、綿の断片すら確認できなかった。そこで通常の包帯に戻し夜間を1人にさせ翌朝になると創口から綿が出現した。疑念を募らせた医師らは、ガーゼの周囲をアクリル系の接着剤で接着させ、仮に患者自身が接着剤を剥がしたとしても、再度接着させることが不可能な状態にして、数日間検証を行った結果、接着剤が剥がれていない時は綿がまったく出てこず、接着剤を剥がした形跡のある時には100パーセント綿が出てくることを突き止めた。意図的な綿の挿入の瞬間を直接目撃したわけではないが、これらの検証結果から福知山の事例では患者本人による作為的なものと断定された。

### 例5 兵庫県20歳女性
1964年（昭和39年）兵庫県明石市で確認された事例。大阪大学産業科学研究所（ISIR）所長、同大教授で農学者の二国二郎が、体内からデンプンを排出する奇妙な事例について調査を行う中で、明石市の国立明石病院（現明石医療センター）に綿ふき病患者が現れたと聞き及び、1964年（昭和39年）2月21日に明石病院を訪れた。同病院長の小坂暁一の案内で患者と面会した。女性患者は現在20歳、4年前の1960年（昭和35年）2月に別の医療機関で受けた虫垂炎手術の術後経過が悪く、同年6月になって明石病院を訪れ小坂の診察を受けた。虫垂炎の手術痕には数個の瘻孔（ろうこう）があって小坂が掻き出すと中から小さな綿塊が数個出てきた。この時点で小坂は綿ふき病の存在を知らず、田尻と同じように前に処置した医師が不注意で綿を取り残したものと考えたという。改めて手術を行うと、取り除いた患部からまた小さな綿の塊が出てきた。7月7日に患者は退院するが同年10月に再び瘻孔が生じたため、小坂が処置をすると驚いたことに再度綿が出てきた。その後も同様の経過と処置、綿の出現が繰り返され、これはただごとではないと小坂は気付いたという。文献を当たり岡山のN農婦の事例を知り、早速岡山大学の赤木に連絡した。二国が訪れた1964年2月の時点で小坂と赤木は当該女性の病理切片をつくり共同で研究調査を行っているという。この患者から排出される綿の量は1日あたり数ミリグラムほどの少量であるものの、不思議にも赤、青、黄などに着色されたものが混ざっており、二国は目の前で患者の瘻孔から採取してもらった血膿をもらい受け、大阪へ戻って検鏡した結果、血膿の中の着色された線繊維の美しさに驚嘆したという。

### 例6 愛知県50歳女性
1968年（昭和43年）愛知県豊橋市で確認された事例。50歳の女性の左目に、ある日突然疼痛と違和感を伴う発赤した腫脹が結膜に現れた。その表面には多数の繊維様の物質があり、除去しても数日経つと同じものが再び現れる。病変が次第に角膜に波及していき腫瘍を形成したため左眼球を摘出し病理検査を行うと、眼球内の肉芽組織に多核巨細胞と繊維が認められ、繊維の専門家によって植物性繊維（セルロース）であると確認された。この内容は1974年（昭和49年）8月に鳥海純、他により、日本病理学会が刊行する『Acta pathologica Japonica』へ「Mammalian Cellulose Disease (“Watafuki Disease”)」として報告された 。
以上、報告された類似例はN農婦を含め、いずれも女性で、2例目と6例目は摘出した眼窩腫瘍と眼球の病理検査によって確認されたもので、いわゆる「綿ふき病」とされる皮膚の創口から直接綿が排出されるものと趣を異にしている。一般的には残る4つの事例が「綿ふき病」とされる事象であって、綿ふき発生の部位、病状経過などに差異はあるものの、病変の主体は繊維を含む異物肉芽腫であり、また致命的な疾患ではない。これらのうち、綿の産出量が飛びぬけて多く長期間にわたり発症が継続しているのが本記事主題のN農婦の事例である。これら類似例が同一の疾患であると断定されたわけではないものの、比較の対象として議論の俎上にあげられることもあり、なかでも5例目の色が付着した明石病院での事例と、4例目の福知山病院での事例は綿ふき病を疑問視する側にとり、存在を否定する根拠として格好の実例となった。

## 肯定派と否定派の対立

### 綿ふき病への疑問
前述の1964年（昭和39年）に4例目として国立福知山病院で27歳女性患者の対応を行い、患者本人による作為的なものとの判断を行った健田恭一は、類似するN農婦の事例に興味を抱いた。健田は田尻と何度か連絡を取り、綿ふき病について互いに書簡を送り合う間柄になった。その後京都府立医科大学小児科に勤務するようになった健田は、田尻に宛てた書面で次のような疑念を伝えた。
| …自分で治療代を負担する責任のない患者が傷の治療を遅らせるために、綿や布切れなどの異物を、医師の気付かない間に傷口に押しこむことは決して珍しくない。… …金属の管を使用すれば綿の挿入が可能では…、これを防ぐために、葛口の部分を石膏包帯（ギプス包帯）で巻いてしまうのが手っ取り早い方法なのである。… |
| 『健田恭一より田尻保へ宛てた書状』より一部抜粋引用 |

このように健田はN農婦に石膏包帯（ギプス）を使用するよう要求し、さらに「患者は多数の膿瘍のため衰弱しているにもかかわらず、作為的な綿の挿入防止に全力を尽くさないのは医師としての良心に反すると言わざるを得ない。」と付け加えた。それに対する田尻からの返信はしばらくなく、1か月ほど経過したころ田尻から健田へ宛て次のような趣旨の返信が届いた。
| …従来の自然科学の常識で判断できないものは凡てインチキと断定してはばからない偏見はお捨てなさい。… (返信が遅れた理由として)…あの綿塊の通る程の太い内腔の金属管を皮膚切開を行わないで健常な皮膚へ挿入可能だ等と非常識な言の出る貴兄の医学知識に見切りをつけて回答を止めた訳です。… …患者が精神異常者と云うかも知れませんが、患者の精神状態は健常です。…、 …百聞は一見にしかず、一度、土、日とでもかけて一泊予定でこちらへおいでになりませんか、そうして私と一緒にギプスを捲いて5.6時間もすれば充分綿は出来ますから、… …私が「良心のない医師」かどうかわかっていただけると存じます。 |
| 『田尻保より健田恭一へ宛てた書状』より一部抜粋引用 |

これまで往復した書簡の丁寧な書きぶりと異なり、喧嘩腰に近い激しい口調の返信を受け取った健田は、1965年（昭和40年）2月19日、京都府立大学眼科の足立興一と国立福知山病院外科の中川幸英の2人（健田を含め3人とも勤務医）を誘い、計3名で京都から鉄路山陽線を西へ向かい、姫路駅で姫新線の津山行きの列車に乗り換え3時間ほど乗車し、ようやく田尻医院最寄りの林野駅に到着した。

### 健田らによるN農婦の観察と『自然Nature』誌への寄稿

#### 田尻医院での1泊2日の観察経過

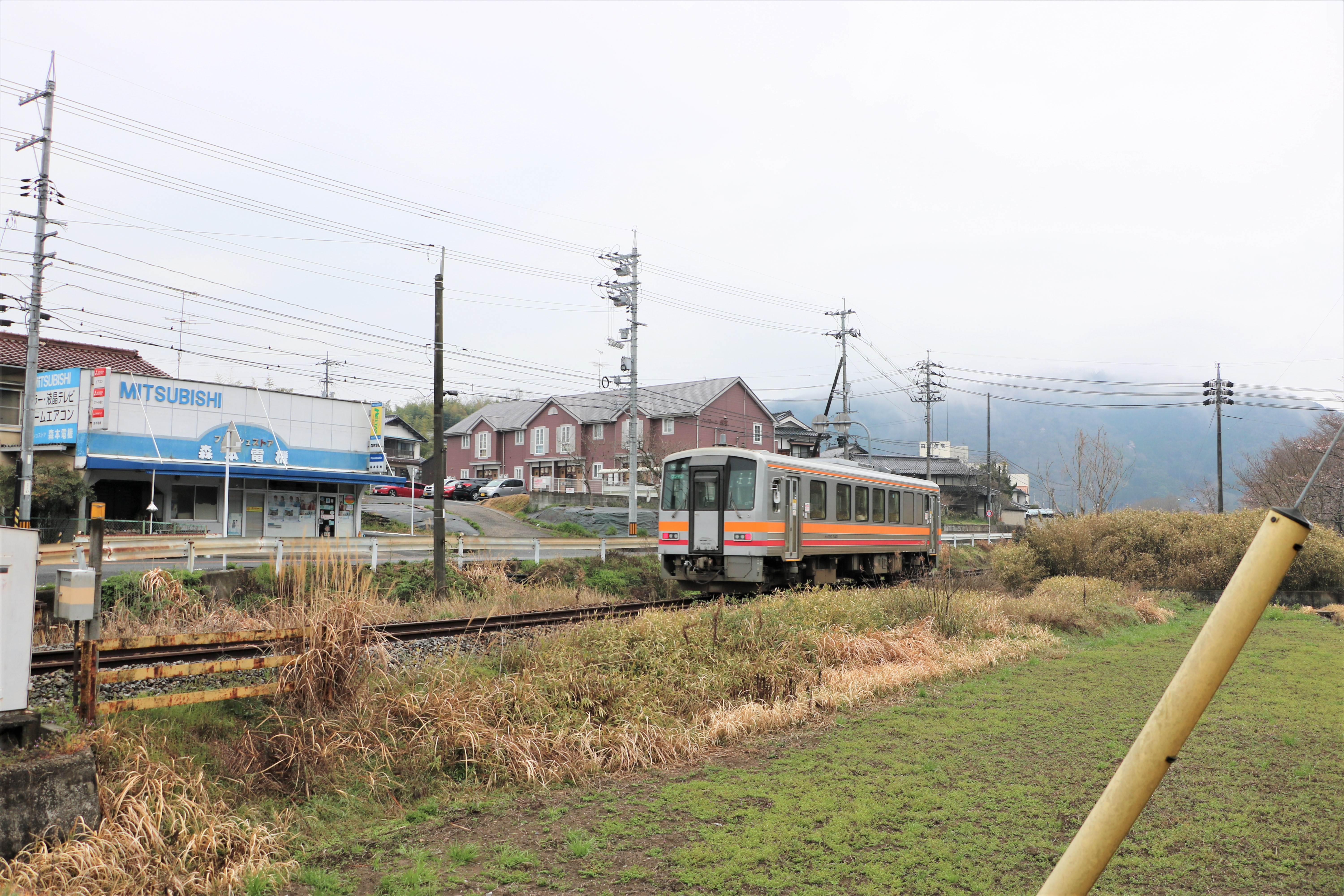
姫新線沿いに所在する田尻病院。列車右端の電柱の後方上部に田尻病院の表記が小さく見える。2021年3月25日撮影

健田らが来訪する連絡を受けていた田尻は風邪で体調を悪くしていたものの約束通り3名を迎え入れ、ガラス瓶や空き缶に保管された、これまでに排出された驚くべき量の綿を見せた。また、見知らぬ人たちに見られることを常々嫌がっていたN農婦へは、あらかじめ田尻が事情を話して説得しており、健田ら3名はN農婦の入院する病室へ支障なく通された。この日、はじめて田尻と対面した健田は「一見して行動力のある真面目な外科医という印象を受けた」と記している。
この日の夕刻から翌日にかけて行われたN農婦の観察の様子は健田によって克明に記録された。この時のN農婦は右下のふくらはぎと大腿部に複数の創口があって、いずれも多かれ少なかれ綿を噴き出しているが、ふくらはぎを観察部位とした。この段階で、健田らが確認したふくらはぎの創口は大小4か所、そのうちの1つが深くて大きく、その創口の周囲の皮膚は大きく膨隆（ぼうりゅう）している。17時少し前に田尻によって創口内部の綿はきれいに除去された。通常であればその後、包帯を巻くのであるが、目の前で綿が出来る様子が見られるだろうという田尻の意向により、この創口は開いた状態で観察することになった。ベッドの横の狭い空間に3個の椅子が並べられ、健田、足立、中川の3名はN農婦の創口を凝視し観察をはじめた。N農婦は非常に協力的で、自ら進んで創口を見せてくれたといい、健田は4か所の創口と一部が膨隆しているふくらはぎの様子をスケッチした。
観察の経過を以下に記す。
17時少し前に田尻によって創口の処置（綿の排出と消毒）が行われる。
- 2月19日 17時25分

4つある創口のうちの一番大きく深い創口から血液の混ざった滲出液（しんしゅつえき）が滲み出しはじめる。
- 同日 17時40分。

次第に滲出液が増加してくる。
- 同日 17時54分。

創口の一部に繊維素の疑塊を認める。
- 同日 18時05分。

綿らしきものはまだ出てこない。
- 同日 18時38分。

N農婦が心悸亢進を訴える。脈拍128。田尻により強心剤と抗生物質の注射が行われる。
- 同日 18時50分。

滲出液の中に絮状膿片（綿状の膿）が浮遊してくる。
- 同日 19時15分。

綿はまだ出てこないが、田尻から風邪気味であるため帰宅の希望があった。そのまま3人だけで観察を続けても構わないとのことであったが、これ以上創口を露出させた状態を続けるのはN農婦に負担がかかることから、3人は一旦観察を中断することにし、創口内部を消毒、ガーゼを重ねてポリエチレン布を当て、さらに大型のガーゼで覆い、その周囲をアクリル系の接着剤でとめ、その上に包帯を巻いた。こうすることで、もし仮に創口に触れようとすれば必ず接着剤を剥がさなければならず、夜中にN農婦が創口を触ったり開いた場合、接着剤の剥がされた痕跡が残るはずである。
こうして3人は近くの旅館へ宿泊し、翌朝の9時前に病室を訪れた。
- 2月20日 09時

早速3人は昨夜に巻いた包帯を解いてみたが、接着剤を剥がした形跡はなかった。主治医の田尻は津山市の自宅で静養中であったため、代わりに中川が包帯の交換を行うと、何と膿にまみれた綿繊維の小さな塊が次々に出てきて全部で18個に達した。この時、健田は再度スケッチを行った。昨夕とは少し形状が異なっており、最も大きく深い創口は明らかに大きくなっており、その他は小さく治癒傾向が強い。そして膨隆していた部位は小さくなっていて、その周囲に2つの小さな創口が見つかった。この2つの創口が昨日見逃したものなのか新たに生じたものなのか判別できなかったが、2つの小さな創口と昨日から確認中の大きな創口との間をゾンデを使って確認すると貫通していることが判明した。健田はさきほど出てきた18個の綿の塊は、昨夜確認した膨隆部の皮下に最初から挿入されていたのではないかと考えた。昨夜は貫通しているかどうか確認できなかった創口間が、ゾンデで容易に通るようになったことも、この疑いを強める一因になった。3人は引き続き昨日と同様に厳重に包帯を施し観察を続けた。
- 同日 12時30分

包帯交換を行うが、全く綿は認められなかった。ハイアミン綿球（逆性石鹸）を使い創口を消毒して3回目の包帯を施す。もう綿は現れないかもしれないという雰囲気が3人の間に感じられ、見切りをつけた足立はここで離脱し1人で帰路についた。もともと、この2日間、3人は休日を利用しポケットマネーを割いて田尻医院を訪問していたのだった。それでも健田と中川の2人は狭い病室でN農婦と相対し続けた。
- 同日 17時すぎ

風邪気味で一時帰宅して静養していた主治医の田尻が病院へ戻る。田尻によって包帯の交換が行われる。驚くことに同じ創口から再び10個ほどの綿の小さな塊が次々に出てきたのである。健田も中川もまるで手品を見ているようだったという。
目の前で見る見る綿が出てくる、というわけにはいかなかった。田尻の「これを皮下で綿が作られているといわずに、どうして説明するのか」という主張はもっともであった。だが、それでも考えれば考えるほど常識とかけ離れた荒唐無稽のことに思えた健田は、田尻や赤木の主張に全面的に同意することもできず、かといって承認することもできなかった。

#### 健田による「綿ふき病見聞記」

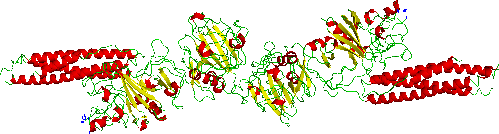
ヒトのフィブリンと2つのフラグメントdの結晶構造。人体内で繊維質が作られるためには、少なくともこのような機構が必須であると健田は指摘した。

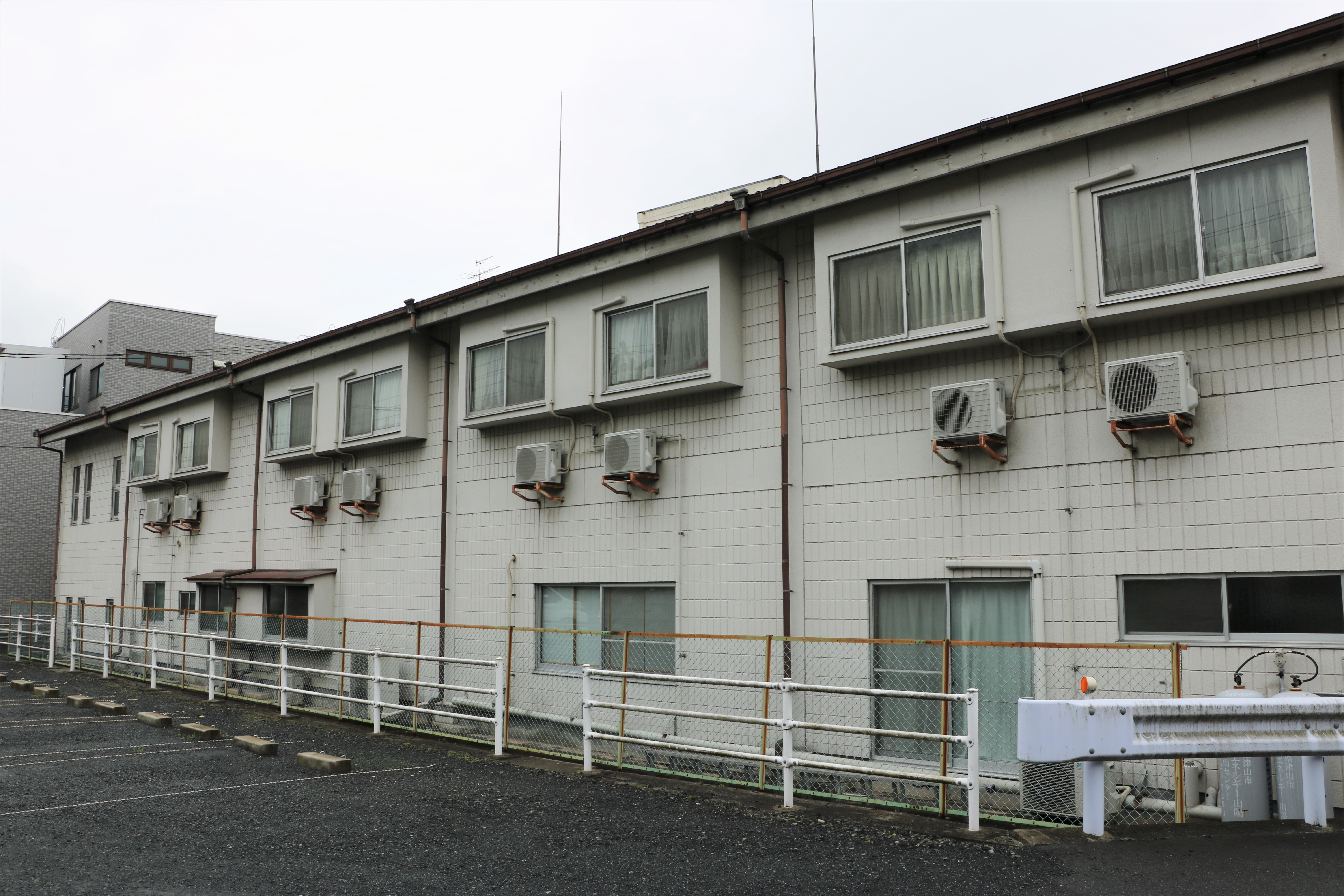
医療法人三水会田尻病院。2021年3月25日撮影。

健田は約半年後の同年7月に中央公論社が発行する月刊科学誌『自然Nature』へ、綿ふき病は人為的なもの作為によるものと主張する「綿ふき病見聞記」と題した10ページに及ぶ所説を発表した。
この中で健田は自身が目撃したN農婦の観察経過と、同じく自身が経験した国立福知山病院での出来事を引き合いに出しつつ、いくつかの否定的見解を述べている。例えば綿が動物の体内で作られる可能性について、赤木が仮説として挙げた「綿毛のもとになる若い細胞が、人体内に寄生して盛んに分裂増殖して綿になる」という説に対して次のように反論している。バクテリアなどの微生物や糸状菌などが体内で増殖するのとわけが違い、高等植物の綿が太陽光のない皮下組織の中で、しかも成熟した繊維がわずか数時間で出来上がるというのは考えられない。
さらに、人体内で短時間に作られる繊維成分として血液が凝固する際にできるフィブリンを例に挙げ、その生成過程の複雑さから、人体と程遠い植物繊維である綿を仮に人体内で合成しようとするなら、それ相応の膨大な機構や構造を人体側が備えていなければならない。だがそのような機構や構造は確認されていない。その理屈から考えても人体内で植物繊維が生成される可能性はほとんど考えられないと主張した。
その一方で、綿が外から挿入されていると仮定するなら、説明のできない数々の疑問が一挙に解決するとして、次に挙げる3つの疑念を提示した。
1. 第一に、N農婦の創口から排出した綿の顕微鏡写真に認められる細胞の多くが多核白血球（膿球）ばかりであるという点である。創口は毎日数回にわたり消毒やガーゼ交換を受けており、しかも敗血症予防のため多量の抗生物質が使用されている。それにもかかわらず綿は雑菌に包まれた状態で常に体内から出てくる。この現象は外部から絶えず雑菌で汚れた何かが挿入されているとしか考えられない[105]。
2. 第二に、綿の繊維に特有の年輪様のリングが認められる点についてである。綿の繊維は成長の過程で太陽の光を浴びている間は色が濃く沈着し、夜間は薄くなる性質があり、これがリング状に見えるため、結果的にリングの数が成長の日数を表すことになる。しかし数時間ほどで作られるという創口から排出される綿には20以上のリングが確認できる[105]。
3. 第三に、自身が経験した国立福知山病院での経験に基づく、患者の監視体制上の問題である。この3つ目が健田の疑念の大きなウエイトを占めている。福知山の事例では、夜間の看護師同室時と非同室時との比較による推論から、患者本人による作為的なものと断定されたことは前述した。健田は2例の患者の置かれた環境の違いについて、福知山は国立病院であって患者の隔離が比較的容易であるのに対し、実際に訪れて確認した田尻医院ではその点が極めて不完全であると指摘した。具体的には日中の田尻医院は非常に多忙で、田尻院長は夕刻になると津山の自宅へ帰宅するため、夜間は少数の勤務員のみになることが多い[105]。N農婦の夫は会社員で勤務が終わると一旦自宅へ戻り夕食を済ませてから病室を訪れ、N農婦とともに宿泊、早朝午前4時頃に帰宅し朝食を済ませて会社へ出勤するのが日課になっているという。つまり、夜間は完全なプライベートの時間ということになり、この間の観察は行われていないことになる。少なくとも誰にも気づかれないように綿を挿入する時間的余裕は存在する[105]。

このように健田は作為説を主張したが、それと同時に、綿ふき病を肯定する田尻や赤木の真面目さや熱心さは否定しなかった。それは一度会えばわかることで、一時的ではあったが良心に疑問を感じたのは手紙のやり取りの行き違いによるものであった、と述べている。そして、真面目さと熱心さだけではすべての真実は解明できない、多忙な個人病院では患者の監視体制に不備がある、真実を解明するためには勤務医の充実した大病院に収容するべきだ、と訴えた。

### 「綿ふき病見聞記」に対する『自然Nature』誌への反論の寄稿

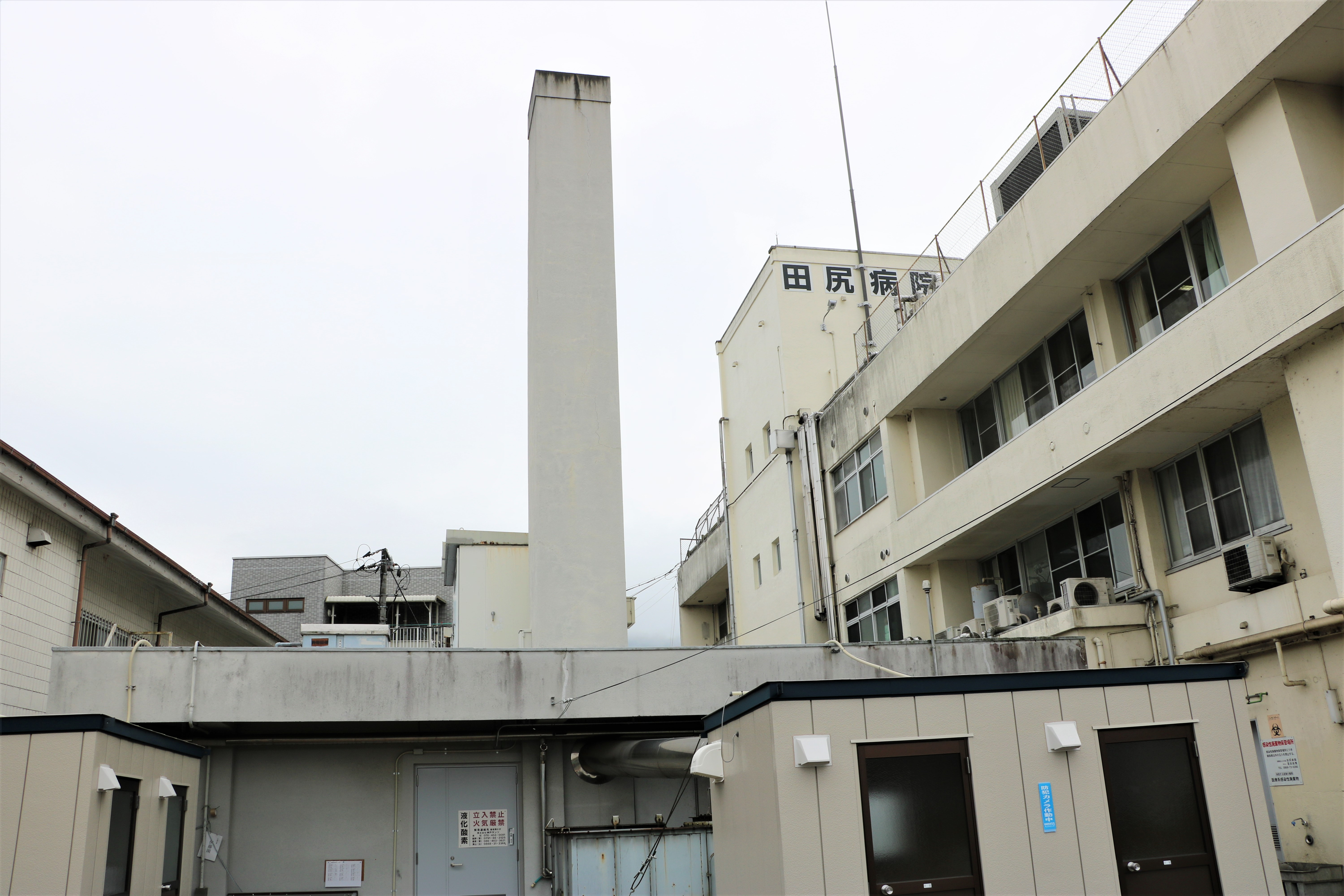
医療法人三水会田尻病院。2021年3月25日撮影。

健田の所説を見聞した田尻は、すぐには表立った反論を行わなかったが、それは反論の寄稿文中で「感情をしずめるために、冷却期間と強い自制とが必要であった」と田尻本人が記述したように、健田の所説内容に対する田尻の憤慨は大きかった。また健田による発表は各方面に多くの話題を投げかけることとなり、綿ふき病に関して不審や疑念を抱く人々が多数現れてしまい、結果的にそれ以降の研究推進に心理的なブレーキがかかり、新たに研究に加わろうとする参加者を阻害する要因となってしまった。田尻にしてみれば、これまで健田との間で数回の手紙のやり取りを行い、誤解を残さぬように、むしろ田尻の側から進んでN農婦の検診を求め、実際に健田の求めるまま実験処置に協力し、病歴についても十分説明したのに何故？という心情であった。
健田による『自然Nature』誌掲載から約8か月後の1966年3月、田尻は「綿ふき病見聞記」への反論と題する所説を、公平を期すため健田が発表したのと同じ中央公論社の『自然Nature』誌へ寄稿した。
この中で田尻は「健田の疑念」に対する反証をいくつか行った。まず「尿の性状と量」について健田が一言も触れていない点を不可解であると指摘した。排尿回数や排尿量の綿の排出の関係性は「#綿の排出と排尿回数の関係セクション」で前述した通りで、このことについて田尻は健田に対し手紙や口頭で説明しているにもかかわらず、その考察がまったくされていない。健田の主張するように綿の人為的挿入を疑うのなら、尿が少ない、あるいは数日間におよぶ無尿の状態も作為的なものだと言うのか、年単位におよぶデータを基にした排尿量と綿の排出量が反比例している事実も、N農婦による計画的作為だと言うのかと反論し、他所の類似例はいざ知らず、N農婦の事例は「作為的な綿の挿入」などという単純な結論で解決できる問題ではないと主張した。
続いて健田がスケッチを行い描いたという一夜の間に創口の数が増えたという内容に対し、長年観察してきた主治医の立場として、いまだかつて一夜の間に創口周辺の状況がこれほど変貌した事実はなく、今回の場合も最初から2日目に描いたスケッチの描写のほうが正しい。健田が訪れた一昼夜の間に創口数の増減などはない。膨隆していた部位に綿が隠されていたのではないか、という疑いについても、健田も田尻と一緒になって膨隆部位周辺にある複数の創口を清掃しており綿の取り残しは無いはずで、まして18個もの多数の綿塊が残っているはずがないと反論した。
このように田尻は健田の指摘した複数の疑念点に対し、主治医としての観点から逐一反論を行い、綿ふき病に対する疑念や興味本位による解釈を払拭しようと試みたが、学会内の反応は非常に冷淡であった。綿ふき病に対する当時の医療関係者間の様子について、東海大学医学部教授で慶應義塾大学名誉教授の小林忠義は後年、次のように述べている。
| …要するに、あまり奇異な現象のため臨床家も研究者も「当事者である田尻氏や赤木氏以外は」半信半疑のうちに思考停止に陥って、そんな馬鹿なという感情論だけが残ったようである。 もしこれが単なる（綿を産出しない）原因不明の肉芽性疾患であるとしたら、他の奇病と同じように研究者は大いに意欲を燃やしたに違いない… |
| 小林忠義『考える資料 綿ふき病 (医学の座標)』「最新醫學=The medical frontline 1977年8月号」より一部抜粋引用 |

### 扱いがネガティブになり始めた綿ふき病
増田陸郎（ますだろくろう）は1938年（昭和13年）に姫路の第10師団で短期現役士官の教育を田尻とともに受けた医学者である。増田はそれ以来、田尻とは旧知の仲であり、田尻の綿ふき病が公になって以降は一貫して田尻を弁護・擁護し続けた医学者である。東京大学医学部出身の増田は同期の仲間らとともに毎年末になると、恩師であり日本国内における高名な病理学者である岡治道を招き「岡先生を囲む会」を開催していた。綿ふき病に対する学会内の風潮がネガティブになり始めた1966年（昭和41年）、増田は田尻から借り受けた綿ふき病のスライド写真を例会の席上、恩師である岡に見てもらったが「外見的なもので、ジャーナリズム臭粉々たるもの」と酷評を受けてしまう。ただ、岡もこの時の応対は不親切であったと考え、その数日後、便せん4枚に細かい字でびっしりと丁寧に書かれた手紙を増田へ送った。
手紙の中で岡は綿ふき病を考える上で2つの重要な観点を増田へ説明している。まず1つ目は、なぜ大学の研究者たちが本気になって取り組まないのか、ということについてある。植物細胞と動物細胞の成り立ちを述べ、「こうした生物学の常識は研究者達に馬鹿馬鹿しくて話にならないと感じさせます」と一蹴した。つづいて2つ目の観点として、新しい病気が現れた時、医学者はどのように研究を進めるのかという問題についてである。研究の順序、方向づけ等を詳述したうえで、病気と見做すにはまだ早過ぎるとし、この「綿ふき病」の調査の手順、考え方を「自然科学時代以前のもの」「心構えが非科学的である」と諭されている。
スライド写真だけを見ての批判ではあるものの、手痛い叱責と教示を受けたと感じた増田は、胸の中に燃えるような何かを感じ、岡からの手紙に対する返答をすぐに書いて返信した。だが、それ以降の岡からの返信は無く、増田自身も後に「恐らく救いがたい輩と思われたのであろう」と言っており、出来ることなら「もし、綿ふき病が実在するとすれば、その条件はかくかくであるという見解を提示して頂きたかった」と無念さを述べている。
否定派と肯定派の見解の隔たりは容易に埋まることなく、法医学者の赤石英が著した新書『法医学は考える 事件の真相を求めて』では「一種の詐病であると断じてよい」とまで書かれるようになった。このように（前述した健田らを除けば）、否定派側の多くはN農婦を直接診察することなく「そんなこと、あるわけがない」と決めつけて検討すら行わず、肯定派側は厳しい立場に追い込まれていった。
否定派と肯定派の主な対立軸を以下に示す。
| 論点                 | 疑念となる点                           | 否定派側の指摘 (発表当時の所属先) 健田恭一（京都府立医科大学小児科） 赤石英（東北大学医学部教授） 岡治道（元・東京大学医学部教授） | 肯定派側の反論 (発表当時の所属先) 田尻保（田尻医院院長・主治医） 増田陸郎（昭和女子大学講師） 二国二郎 (大阪大学産業科学研究所所長・同大教授) | 中立的 (発表当時の所属先) 小林忠義 （東海大学医学部教授・慶應義塾大学名誉教授) |
| -------------------- | -------------------------------------- | --- | --- | --- |
| 作為性について       | 監視体制が要因となる疑念について       | #脱脂綿をいくつかの小さな綿塊（球形）に分け、傷口の奥深くに挿入しようと思えば、その実行は必ずしも困難でなく、誰にも気付かれずに挿入する時間的余裕は十分存在する（健田）                                                                          | #綿の形は球状ではなく、本患者の綿は単なる脱脂綿ではない（田尻） #入院初期の6人部屋で過ごしていた期間も綿の排出は頻繁にあり、家族でも知人でもない第三者が複数名同室する状態で誰にも気付かれずに挿入することは考えにくい（田尻） | #このような従来の智識の手のとどかない「事実」に対して学者は、一種の自衛手段として、trickということを考慮するのが常である（小林） #トリックならばそのカラクリを徹底的に曝露しようという努力がまったくなされなかった（小林）    |
| 作為性について       | ギプス固定による排出停止について       | #ギプス包帯で固定すると綿は排出されず、通常の包帯で巻くと綿が排出されるのでは、作為的な挿入を疑われても仕方がない（赤石） | ＃綿の排出は微妙でデリケートな機能であると考えられ、その産出は膿瘍切開後に空気に触れること、新鮮な空気との接触を萌出の一条件と考える。緊張を伴うギプス装着こそ人為的なもので、真の意味の自然観察とは言えない（増田） | -- |
| 作為性について       | 寡尿・無尿について                     | -- | #作為によるものと主張する側は、寡尿と綿排出量の反比例現象について全く言及がない。綿の人為的挿入を疑うのであれば、11日間に及ぶ無尿期間も患者本人の計画的作為とみなし得るのか（田尻） | -- |
| 作為性について       | 金属管を使用し綿を押し込んだ疑念       | #太い金属管を皮膚に刺して、外から綿を押し込む可能性。綿が皮下深くに挿入されたとすれば、すぐに炎症反応は起こさないが数日で膿瘍、となり腫れた部分を切開、あるいは自然に潰れることにより綿が現れる。つまり綿は毎日詰め込む必要がない（健田）        | #排出する綿塊は細長い2センチから5センチの紡錘形で、これを形状を崩さずに皮下へ押し込むには、かなり太い金属管が必要で、皮膚切開を行わなければ困難である。しかし入院以来、そのような皮膚切開痕や金属管刺入跡、それらを縫合した痕跡などどこにもない（田尻） #高熱と衰弱により生死の境をさまよった際にも綿の排出はあった。もちろん歩行困難で傷だらけで激しい疼痛に悩む手で、これらのトリック紛いの操作を、綿の形状を崩さず挿入することは技術上不可能である（田尻） | -- |
| 排出された綿について | 成熟した陸地綿と同一であることへの疑念 | 出て来たものは恐らく本当の木綿繊維でしょう。それ故に疑われても仕方がないのです。植物細胞の細胞膜は人間の細胞に存在しない（岡） | #外部からの迷入、馴化、増殖、眼粘膜からの混入など、あらゆる可能性を検討しているが、現段階では原因を追究する材料が不足している（増田） | -- |
| 排出された綿について | 着色綿への疑問                         | #明石病院（前述した類似例の5例目）で採取された綿を譲り受け顕微鏡で検査すると、赤・青・緑・黄色などに着色した原繊維があり、さらに詳細に調べると鱗状に並んだ毛小皮が青色に染色されていた。最早、人体内から自然発生したとは到底考えられない（赤石） | #サンプルとなった綿が病室内でどのように採取され、どのように処理保存されたものなのかが不明である。患部に浮遊塵が落下する可能性もある。検査者自身が厳密な環境下で直接採取するべき（増田） | -- |
| 排出された綿について | 排出綿のリング                         | #体内で産出されるのにもかかわらず、自然綿特有の太陽光由来の年輪様リングが存在する（健田） | -- | -- |
| 排出された綿について | 綿と膿について                         | #行き届いた手当てを受け、頻繁に創口を消毒しているのも関わらず、排出される綿に多量の膿があるのは、外部より常に雑菌で汚れたものが混入されているからではないのか（健田）                                                                            | #創口の処置は一時洗滌（せんてき）を試みたが、全く効果がなく、健田氏も見られととおり、創口の周囲をハイアミン綿球で清拭するだけで、肉芽の中までは触れない。ハイアミンにそれほど強力な殺菌力はなく、いくら抗生物質を使用しても、異物性炎症にはほとんど無効で、排出されるわたが常に雑菌に汚染され、膿汁にまみれているのは当然のこと（田尻） | -- |
| その他               | 工業化の可能性について                 | #この現象を解明すれば、諸外国から原綿を輸入する必要がなくなり、日本の天然繊維の問題は解決するなどと真剣に論じている医師がいるようだが、自然科学者はもう少し冷静であってもらいたいものです（赤石）                                                | #可能性を論じているだけであって、市井の片隅で生活している学徒のささやかな夢まで壊して欲しくないものである（増田） | -- |
| その他               | 心理的要因について                     | #詐病説に対して、患者が何を好き好んでこんなことをするのだ、という反論があるが、精神病者でなくても皮膚に不可解な傷をつけたり針を刺す事例は珍しくない。心理的原因の考察は第二の段階で専門医が行うべき（健田）                                      | #そんなばかなことがあるものかと考える前に、ぜひ一度患者を見ていただきたい。そしてそれが作為であればそれを見破り、真実であると考えられたらご協力願いたい。対象が人間の病気である限り、医学者が先頭に立ってくれなければ早急の解決は期待できない（二国） | #患者が仕組んだトリックだとして患者に何の利益があるのか、いやいや嘗て多くの物理学者の目を眩ませた透視術のようなものもあったではないか。というように出発点で堂々巡りになってしまう点が、この病気の問題点ではないのか。（小林） |
| その他               | 詐病視するのは人権侵害ではないか       | #いやしくも「患者に疑いを持つのは人権侵害だ」という意見があるが、それならば世の中に数多ある詐病の問題はどうなるのか。自殺なり他殺を家族や犯人が自己の利益になるよう偽装したものを、そのまま信じるなら法医学者など不要ではないか（赤石）          | #そもそも患者を直接診ないで「詐病」と診断することは医師法違反であり、名誉棄損ともなり得る(増田) #脱脂綿を丸めて外部から挿入したとしてしまうのは、早急安易な解決方法であり、本質からの逃避であり、加えて発病以来10年余り高熱と疼痛と煩わしい綿と膿に悩み続けている本患者に対して、ヒューマニズムに反した推断である（田尻） | #ありあわせの既存の知識をつなぎ合わせただけでは、却って混乱させる元になる。事実だけを提示しておいたほうが第三者を思考停止に陥らせなかったかも知れない（小林）                                                                 |

このように否定派側の学者はもちろん、これらの報告を見聞きした多くの医療関係者は、口には出さずとも、原因究明に入る手前の次元に拘泥してしまい、探求的な思考を停止してしまった。

## 第三者医療機関での検査入院
否定派側の声が大きくなる一方で、田尻は第三者の医療機関での検証の必要性を考えはじめ、岡山大学附属病院に患者の受け入れを交渉したが断られてしまう。その後も受け入れを承諾する医療機関は中々見つからず、患者であるN農婦とその家族も自宅から離れた遠方への転院には難色を示した。
困窮する田尻に助け舟を出したのは「前述した4例目の類似例」に携わった農学者の二国二郎である。大阪大学産業科学研究所（ISIR）の所長で同大教授であった二国は、明石病院での事例を見聞した後の1964年（昭和39年）5月1日、岡山の田尻の病院を訪ね、この時点で入院7年目となるN農婦と相対した。入院期間中に排出された多量の綿を確認し、N農婦の未切開の膿瘍から採取した膿にまみれた綿束を譲り受け持ち帰り、これを大阪の研究所で洗浄して加水分解やアセトリシス等、あらゆる物理的、科学的検証を行ったが、他の専門家によって明らかにされている従来の検証結果と同様のものであった。
綿ふき病の原因追及に熱意を持った二国は、医学や繊維学など特定の分野にこだわらない、分野の垣根を超えた総合的な研究機関の必要性を訴え、研究の賛同者を募り同年11月4日、総勢16名が田尻病院に集まった。参加者は賛同した個人や各病院の代表者だけでなく、大阪大学の生化学者の赤堀四郎、同大の釜洞醇太郎、同大の藤野恒三郎といった高名な医学者らも参加し、1泊2日にわたりN農婦を検診して様々な討論を行ったが結論を得ることはできなかった。

### 大阪大学微生物病研究所附属病院

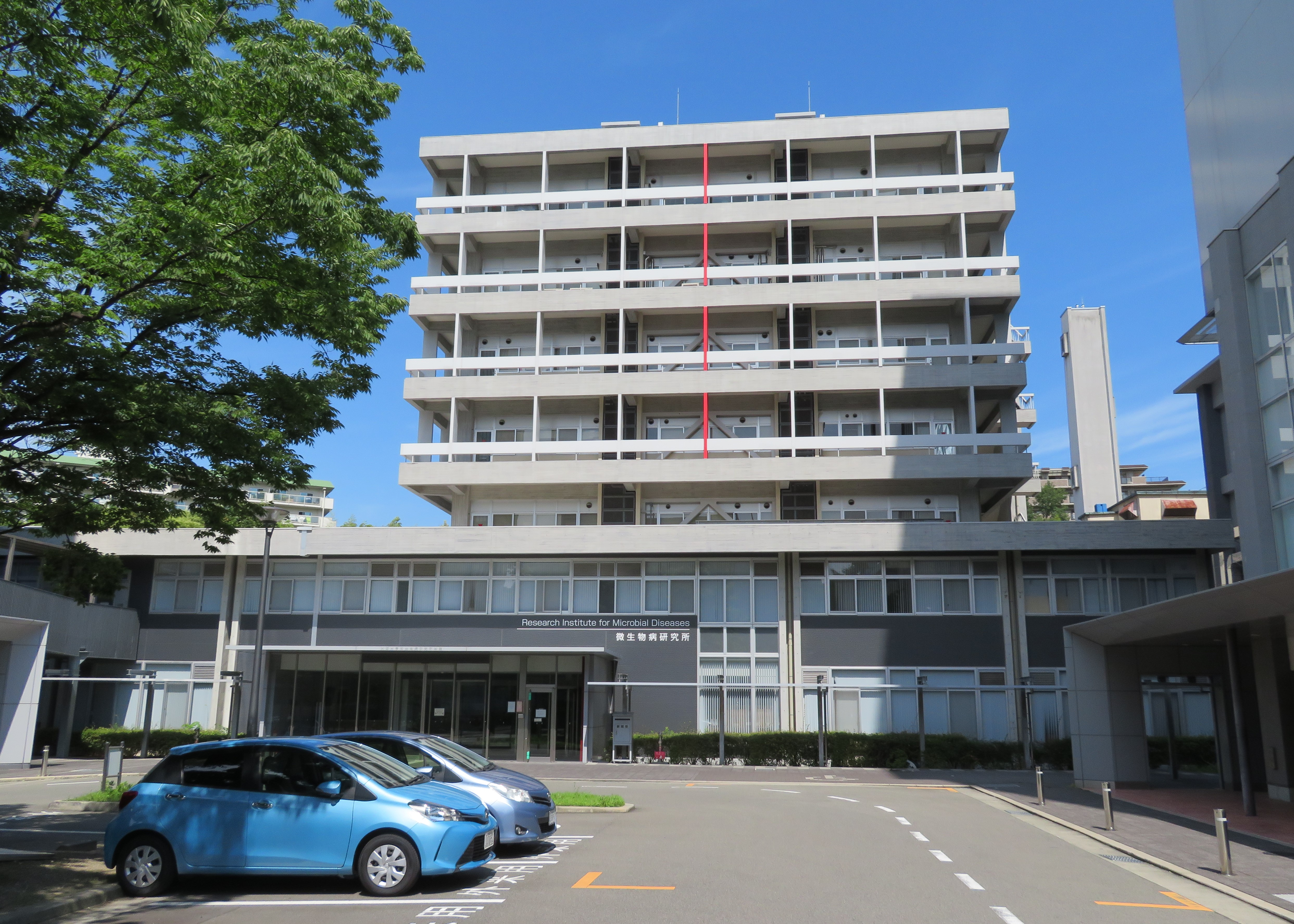
大阪大学微生物病研究所。
N農婦検査入院の当時は大阪中心部の堂島に所在した。

解決の糸口がつかめないまま時間が経過していった。田尻は他の医療機関での検査入院をN農婦と家族に根気強く説得しつづけ、ようやく1966年（昭和41年）になって本人と家族の承諾が得られそうになった。承諾が得られそうだと田尻より連絡を受けたISIRの二国は大阪大学微生物病研究所（通称、微研）所長の天野恒久の許可をもらい、微生物病研究所の附属病院院長の芝茂へ事情を説明し、N農婦を入院させて診察し、原因を究明し治療を行って治癒するのが理想だが、せめて体内で本当に綿が生産されているのかだけでも突き止めて欲しいと懇願した。二国の真剣な願い出に賛同した芝は微研附属病院外科医局員を全員集め、そこで改めて二国から経緯の説明と検査入院の要望を行い、外科医局員らにより承諾された。
1966年（昭和41年）4月12日、N農婦は岡山の田尻医院から車で6時間をかけて、大阪市大淀区（現北区）堂島にある大阪大学微生物病研究所附属病院（今日のNTTテレパーク堂島付近）へ運ばれた。微生物病附属病院では特別に用意された合成繊維で作られた衣料にすべて着替えさせ、病室内装備も綿の混入が起こる疑いが起こらないよう、あらゆる可能性を排除遮断した状態にしたうえで検診と創口の観察が行われた。
監視は微研附属病院の医局員が交代により昼夜不眠の24時間体制で続けられ、最初の5日間は発熱と衰弱があって創口からは多量の綿が排出し続けた。6日目から排出量が少なくなったものの、創口の奥をまさぐると少量の綿が確認された。排出量が減少するのと同時に発熱も治まり元気になっていったという。検査入院を知った大阪大学医学部附属病院の内科、耳鼻科、婦人科、泌尿器科、神経内科の各主任教授がN農婦の診察に訪れ、かねてより田尻が報告した通り、尿中や胃液の中からも少量の綿が確認された。
このように検診と監視が数日間続き、入院11日目となる同年4月22日に大きな出来事が起こる。検査の一環として行った全身のレントゲン撮影で、腰部と大腿部に太い木綿針 のようなものが、折れたものを含め8本入っていることが確認されたのである。当然ではあるがN農婦本人は針の挿入を否定し、事故などで針が入った覚えもないと言った。
検査入院の仲介役を担った二国は木綿針確認の知らせに驚くとともに、すぐに岡山の田尻に大阪へ来てもらうよう連絡し、田尻、二国、附属病院医局の一同が集まり今後の相談を行った。木綿針が体内で見つかったことは何らかのトリックである疑いを強く示唆するものの、これまでの田尻医院での9年間、そしてここ微研附属病院での24時間体制の10日間の観察を通じて、N農婦が自ら綿の挿入を行った現場、その瞬間は誰一人見ていないのである。
しかし、同大附属病院の精神医学科教授の金子仁郎によって、N農婦の綿ふき現象はヒステリー（身体化障害）による自傷症と診断されてしまった。大阪大学の附属病院としては、自分たちの大学病院の専門家、それも教授からヒステリーの診断を下された以上「窓枠のない病室におくわけにはいかない」ということになってしまい、4月25日にN農婦は岡山の田尻医院へ返されてしまった。
結局、微研附属病院の検査では病気の原因は不明のままで、病院長である芝茂によって作成された詳細な臨床報告書や観察結果のデータ類はすべて、同じ阪大関係の教授とはいえ医師ではない農学者の二国に渡され、発表も二国に一任されてしまった。つまり微研附属病院側はこの件から完全に手を引いてしまったということになる。
この木綿針をめぐる一連の慌ただしい動きを、小林忠義は後年、その時の関係者の心境は「これでほっとした」ということであろうか、と推察し、増田陸郎に至っては「厳重な24時間監視体制で医局員が疲労困憊して、本務に差し支えるまでになったための便宜的判定と考えたほうがよさそうである」と批判し、詐病であるなら詐病でもよいので、主治医である田尻やN農婦本人が「カブトを脱ぐ」ようなハッキリした証拠をつきつけ「以後は綿の生産を中止せよ、はい参りました。」と何故解決できないのだ、と怒りを露わにした。
金子教授によりヒステリーの診断を下され、不穏になりつつあった学会内における綿ふき病の扱いは、更なる影響を与えられた。検査入院前は「これで事態が進展するはず」と期待した田尻や二国らは完全に梯子を外されてしまい、結果的に「詐病」の烙印を押された形になってしまった。

### 岡山大学医学部附属病院

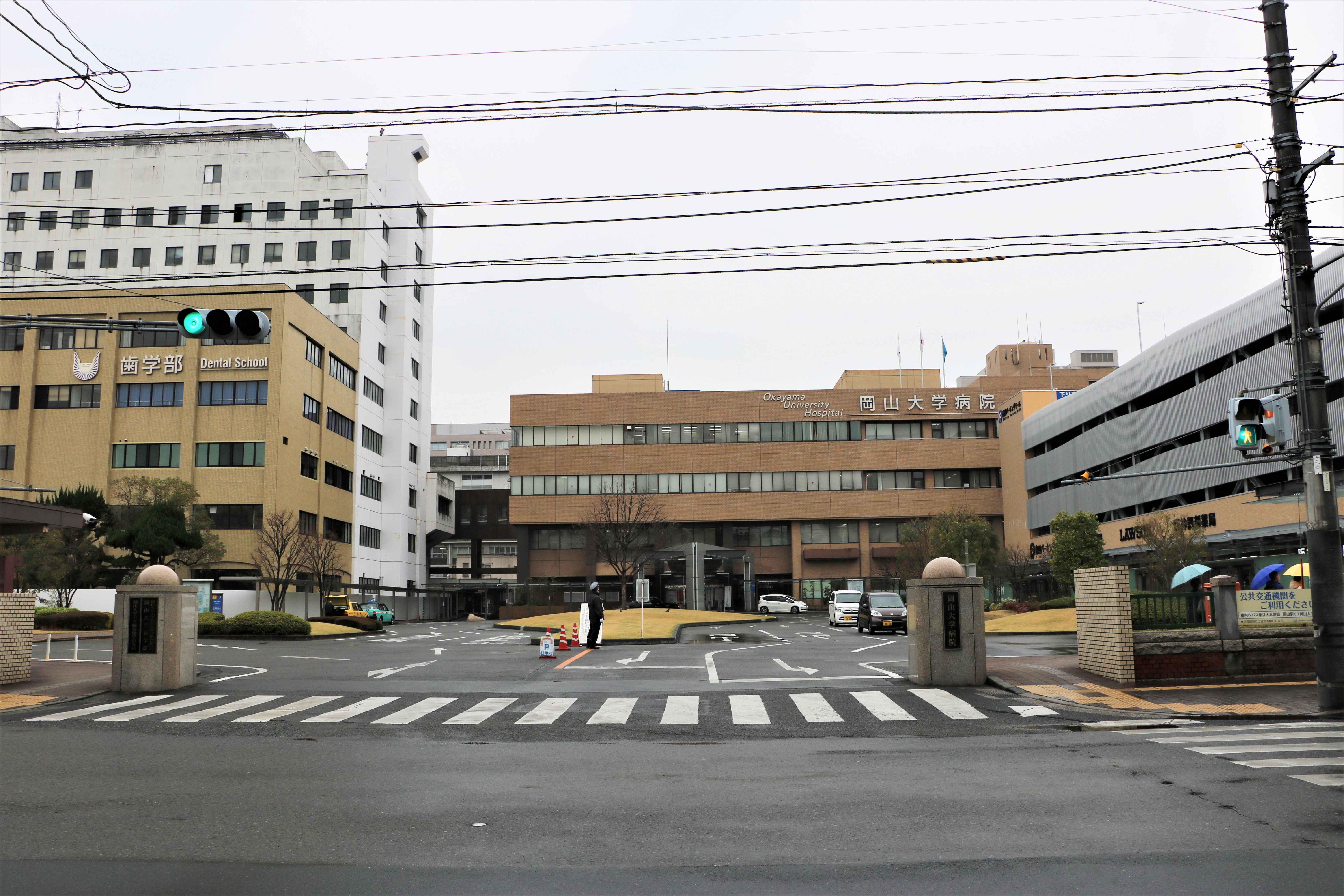
岡山大学病院。2021年3月25日撮影。

主治医の田尻はヒステリーとされた診断に到底納得がいかず、以前断られた岡山大学医学部附属病院へ改めて相談を持ち掛け、N農婦の検診と観察を願い出た。田尻と阪大微研病院との間を取り持った二国は、微研病院長の芝から、その扱いについて一任された「臨床報告書」を持って同年7月に岡山の田尻の元を訪れた。ところが内密に行われたはずのこの訪問を嗅ぎつけた読売新聞が、二国の同意を得ないまま同年8月5日付の同紙紙面で、二国と田尻が対立しているかのように書かれた記事を掲載してしまい、この結果、二国は綿ふき病の諸問題から手を引かざるを得なくなってしまう。二国は不本意のうちに調査の継続を中断し、3年後の1969年（昭和44年）3月に大阪大学を定年退職することになった。
一方の田尻は嫌がるN農婦を説得しつつ、岡山大学への協力要請を根気強く続け、N農婦が大阪から戻された約3か月後の7月29日、岡山市にある岡山大学医学部附属病院（現岡山大学病院）の外科へ入院させた。この頃になると綿の排出は入院当初と比べかなり減ってきており、自然治癒が近づいていると感じた田尻は、これが黒白つける最後の機会になるだろうと考えたという。
岡山大附属病院での入院期間は約7か月間と、思いのほか長期間におよぶことになった。入院後しばらくの間は毎日5束から10束ほどの綿を排出し、尿中にも少量の綿が認められた。最も盛んに綿が排出する左下腿の創口を8月25日にギプス包帯で巻き、これを毎日巻き替えると3日後から綿の排出が1束から2束程度に減少、そして無排出の日が多くなっていき、この創口は快癒した。10月26日にギプス包帯を止めてからは15日間隔でしか綿の排出が確認されなくなったものの、相変わらず尿中からは微量の綿が確認された。
やがて綿の排出が止まり、年が明けた1967年（昭和42年）2月19日、N農婦は快癒したと判断され退院することになり美作の自宅へ帰宅した。田尻の元へ訪れてから約10年後のことであり、これ以降、N農婦の医療機関への入院記録はない。
こうしてついに、綿ふき病とされる奇病は調査研究の手掛かりを失い、無尿期間と綿排出頻度との関連性調査の進展は言うに及ばず、物理的な調査の継続、真の意味での原因を確かめることは出来なくなった。綿ふき病の存在を信じた田尻と増田も「詐病」という言葉は刺激的であるので、科学的とは言えない玉虫色の曖昧な表現ではあるが「体内生産は疑わしい」という記述が好ましい、との結論に達した。
慶應義塾大学名誉教授の小林忠義は、本来であれば権威ある第三者の機関が充分な頭脳と施設を以って批判してくれることが望ましいが、いざ、自分がその立場になり生じることとなる、いわゆるestablished〔ママ〕の側として、万一の権威の失墜をおそれ、多くの学者はこの種の話題に深入りしたがらないのだと、綿ふき病問題の根深さを指摘している。

## ミュンヒハウゼン症候群の示唆
はじめて世間に綿ふき病が知られてから50年以上が経過した2020年（令和2年）、内科医の國松淳和は、著書『ブラック・ジャックの解釈学』の中で臨床病跡学的な観点から綿ふき病を採り上げ、2020年現在の現役内科医として考察を試みている。
國松は現役医師として『医中誌Web』などを利用し文献検索を行ったうえで、綿ふき病は「科学的な検討が十分された疾患概念だとは言い難いようだ」と指摘している。当時の綿ふき病をとりまく医師や学者の様子を、2010年代に話題になった子宮頸がんワクチンの接種によって副反応が起きたとされる日本国内の社会問題を引き合いに出し、ワクチンが副反応の「原因なのか・原因ではない」という対立が焦点となって議論が進み、肝心の患者が置き去りにされてしまう危うさを想起させるとし、文献検索で見出した「澱粉病」や「モルゲロンズ病 」など、綿ふき病に類似する「一部でありそうと信じられている疾患」についてアンタッチャブルなものとしておきたいと述べている。
國松は綿ふき病の存在の有無について正面から言及するのではなく、本件から連想される虚偽性障害の報告された実例の中で、皮膚に関わる6件のミュンヒハウゼン症候群の具体的な症例を提示解説し、次の共通点を指摘した。
1. 明らかに無意味な行動を、あきれるほどの長期間にわたって、
2. 飽きもせず、これといった金銭的な得もせず、
3. 驚くべき手法で反復し続けている。

提示解説した6件は1986年（昭和61年）から2007年（平成19年）にかけ報告された日本国内での症例であるが、いずれも「患者役割の追求」「無目的な症状産生性」といったミュンヒハウゼン症候群特有の共通点があることを明示し、それを踏まえた上で綿ふき病に関する考察を次のように述べている。
肯定派の主張は「詐病やヒステリーとする根拠がない。だから綿ふき病は存在する」というロジックであり、対して否定派側は「綿ふき病が存在する科学的証明が出来ない。だから詐病やヒステリーだ」というふうに、互いのロジックの主眼点がスタート時から異なる。では、もし仮に当時の肯定派側の医師がミュンヒハウゼン症候群の概念を知っていたとしたら綿ふき病をどう捉えたのか、國松は、それでも綿ふき病の存在を信じる医師は、ミュンヒハウゼン症候群と診断することは疑問に感じたであろうと推察する。なぜなら「理由や原因もなく、わざとこんな馬鹿げたことを長い年月にわたってわざわざするわけがない。患者に何の利益があるのだ。」と肯定派側は考えてしまうからである。
しかし、何らかの利益を患者が得るために行う詐病と、ミュンヒハウゼン症候群は根本的に異なる。「嘘をつく」ことによって患者が得られる利益（例えば社会保障等の不正受給や諸外国における兵役義務逃れなど）は全く関係なく、“病気になりたい“のではなく、“患者になり続けたい“という「患者役割の追求」ともいうべきもので、そのためであればどのような苦痛や困難を伴ってでも医療者へアピールして「患者」にしてもらう。複数の病院を次々に放浪し、虚言、自傷により病状の捏造を継続し続ける、そのような知識やセンス、行動力を兼ね備えているのがミュンヒハウゼン症候群という疾患概念である。
常識では有り得ない現象であるがゆえ当時の医師は「詐病やヒステリー」だと一蹴しているが、この対応は今日で言うゴミ箱診断 (英語: Wastebasket diagnosis) のようなもので、これでは肯定派側の医師から反発されてしまう。それとは反対に、疑いの目を持って患者と接し続けていたのなら、患者の側から、その医師の元を離れてしまう。当時の肯定派側の医師たちは、純真な心で好奇心と熱心さを持って患者に接している。かつて綿ふき病に対して否定的な発表を行った健田恭一も実際に田尻に会って、その人柄を「真面目すぎる」のだと指摘している。このような医師はミュンヒハウゼン症候群の患者側からすれば簡単に患者になれるため、苦労せずに捕獲できる格好の標的になってしまう。
非合理でわけのわからない現象を取り扱うことは、たいていの場合、医師のほうが耐えられないと國松は指摘し、長期間にわたって医師と患者の関係が破綻しなかったのは、このような背景によると考えられ、患者になりたかった者と真実を知りたかった者との利害のバランスが極めて絶妙な均衡を保っていた。身もふたもない言い方であるが「患者のつく天才的な嘘を、真面目な医師では見抜けなかった」のだろうとしている。

## 学問のルールに乗らなかった綿ふき病

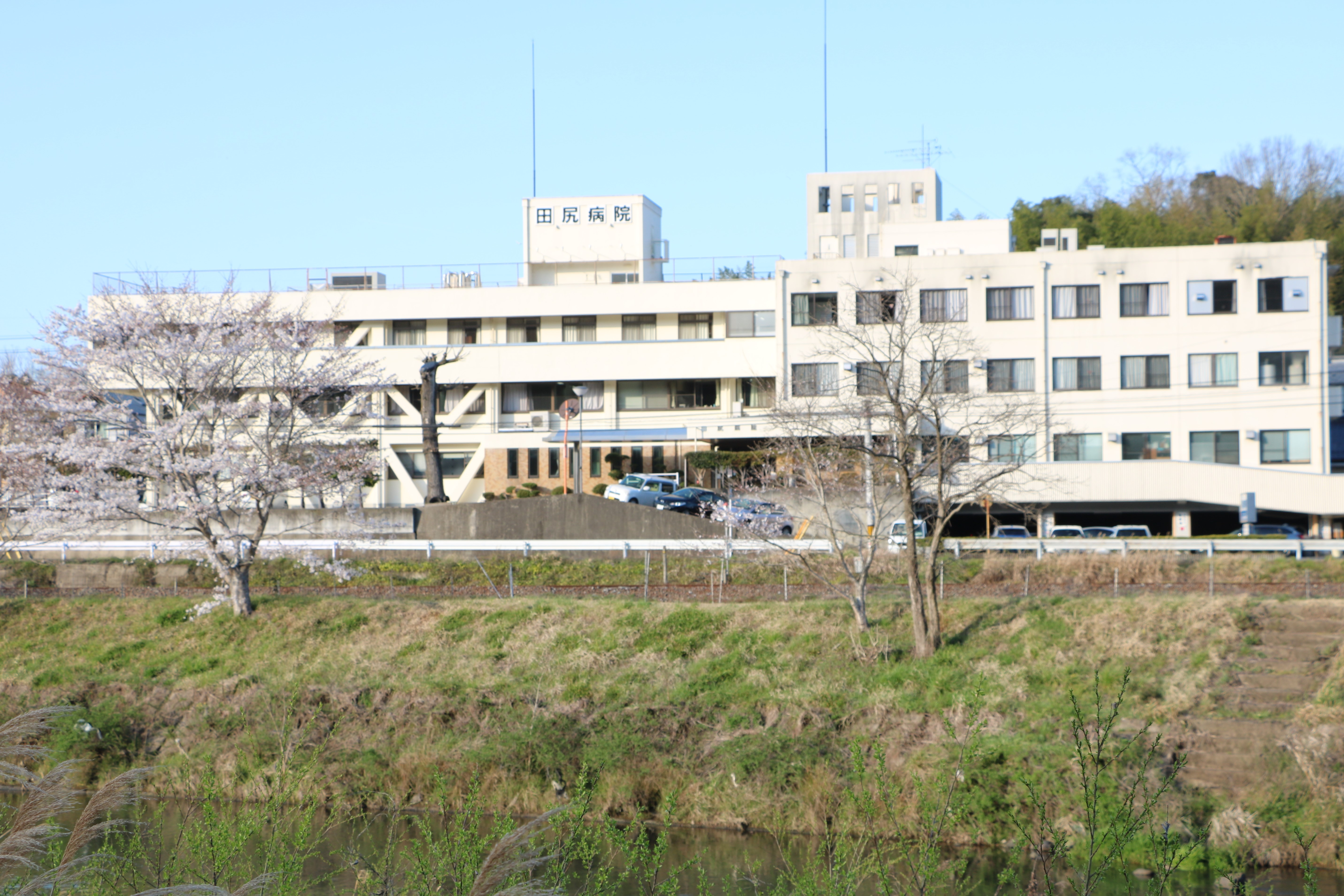
医療法人三水会田尻病院。2021年3月26日撮影。

N農婦が岡山大学附属病院を退院した2年後の1969年（昭和44年）1月、東京都杉並区の高井戸保健所（現、杉並保健所高井戸保健センター）の所長になっていた増田は、日本医事新報2332号に『学問のルールに乗らなかった綿ふき病』と題した小記事を寄稿した。この中で増田は詐病の烙印を押されたことに対する不満をぶつけ、研究が進まないまま終わってしまった無念さを滲ませている。烙印を押した側は誰一人として人為的に綿を挿入する瞬間を見ていないのである。俗な言葉であるがと断りつつも増田は、N農婦は10年近くにわたって観察し続けた田尻医師も当院スタッフの誰に対しても「ボロ」を出さずに今日に至っているのだと述べている。

### 真実とは何か
1969年（昭和44年）に大阪大学を定年退職した二国二郎は、5年後の1974年（昭和49年）、前述した微生物病研究所附属病院芝茂院長の停年退官記念式での挨拶を依頼された。二国にとって芝はN農婦の検査入院に際し多大な恩義を受けた人物であり、ここで二国は改めて岡山の田尻へ「その後の経過を知りたい」旨連絡し、同年3月9日、実に8年ぶりに田尻医院を訪問した。一時期は疎遠になっていたものの、田尻はその後の経過をまとめるため岡山大学を訪れて資料を用意して二国を快く迎え入れ、さらに退院したN農婦を医院へ呼んでいてくれた。この時N農婦はすでに60歳を過ぎてはいたものの、かつての痩せ衰えた姿とは打って変わって元気な様子で、日々農業に従事しているという。
大阪へ戻った二国は翌週の同年3月15日、芝教授の退官式典の檀上『真実とは何か』と題した講演を行った。
講演の最後に二国は「真実とは芝先生の御人柄のことである」と結んでおり、問題解決に向け大学内で奔走した芝の立場上の苦しさ、そして何よりも二国自身が無念であったのだろうと、真実を追いながらも不本意な結果に終わってしまった同志の心情を増田は慮っている。

### それでも「綿ふき病」はあった
N農婦が田尻医院へ入院してから30年以上が経過し、岡山大学附属病院退院から数えても20年以上が経過した1988年（昭和63年）、増田陸郎は綿ふき病についての知見をまとめた『綿ふき病始末記、それでも綿ふき病はあった』と題した論文を日本医事新報へ寄稿した。この論文は上、中、下、と3回にわたって同新報に掲載された合計12ページに及ぶもので、発見から30年以上が経過し「綿ふき病」の名称も忘れられ、このまま風化してしまうことを憂慮した増田が、N農婦の人権回復と、主治医であった田尻の名誉回復の労を取りたいと願い出て実現したものであった。
当初から検診や検証に携わった田尻と赤木から顕微鏡写真や膿瘍切開データ等の貴重な資料の提供協力があったものの、本音で言えば2名とも綿ふき病の「ワ」の字も語りたくないというのが実情のようで、綿ふき病に携わった当事者の苦悩は数十年を経た今もなお残っており、その精神的な苦痛は相当なものであったのだろうと改めて増田は感じた。
綿ふき病が興味本位に騒がれ、一部の学者が詐病視したため、医学雑誌では真面目に取り上げようとしないのが現実で、田尻や赤木が当初意図したような学問的な軌道に乗ることはなかった。また、医療関係者でない中立的な立場として、農学者である二国が企図した総合研究も立ち消えとなってしまった。
田尻医院を訪れN農婦の創口から綿の排出を目撃した医学者以外の第三者が複数人いるのに、この人たちは口を閉ざして多くを語ろうとはしなかった。なぜならば、診断や治療は医師のみに許される行為だからであって、「詐病」と判定されてしまえば、他分野の学者にとってそれは不可侵の領域、学者間同士の不文律のようなものだからである。新しい事実が確定するまでには多くの誤解が生じるのは仕方ないが、綿ふき病が「疾病」であろうが「何らかの現象」であったとしても、純粋に「ある」or「なし」の決定は、あらゆる懐疑的な先入観を排除した自然観察だけで事足りるはずなのに、綿ふき病は出発点の段階で止まってしまい、学問になり得なかったのである。

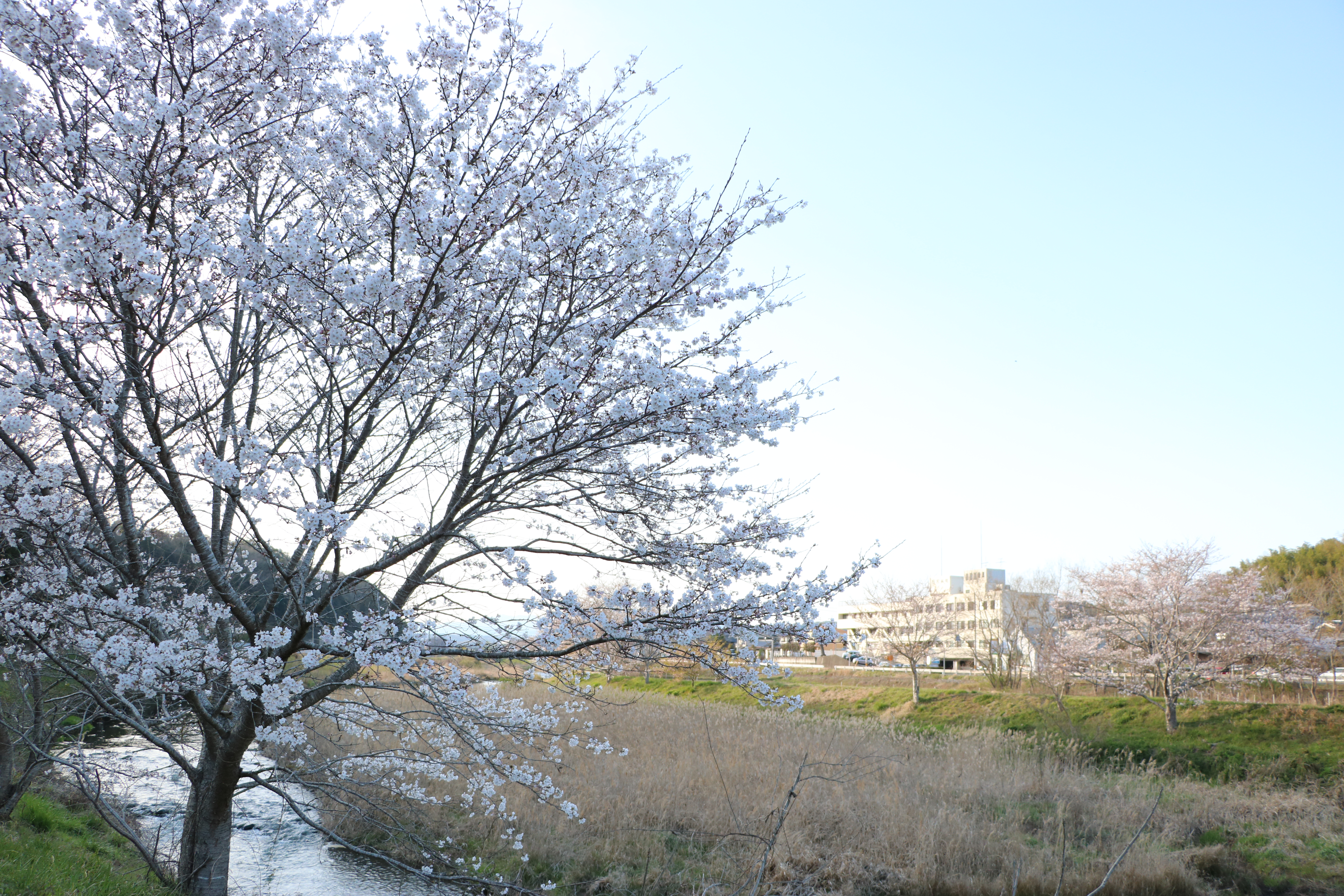
吉井川水系滝川を挟んで開花する桜越しに見た田尻病院。自然豊かな場所に立地している。2021年3月26日撮影。

田尻は増田から日本医事新報への論文寄稿の話を聞くと、資料類の提供だけでなく、近隣に住むN農婦の元を訪れ治癒痕の写真撮影を申し入れ、撮影された治癒痕の写真は増田の元へ資料として提供された。撮影が行われた1988年（昭和63年）、N農婦は既に74歳の高齢になっていた。
田尻からの手紙を受け取った増田は2人に対して申し訳なくなり、論文の末尾で、…以上、作州の寒村で奇病に耐えて生き残った貧しい農婦・Nさんと、献身的にこれを救った田尻保博士のことを記し、誇りある二人の物語を美しい医学ロマンとして語り継ぎたいものである。… と結んでいる。

## 綿ふき病をモチーフにしたフィクション作品
- 井上ひさし 『吉里吉里人』（第18章）1973年（昭和48年）連載開始

綿ふき病患者が発生し、学者と村人との間で「有得ない」「有り得る」の対立軸が描かれている。さらに製綿工場で綿ふき病患者の病巣から直接綿を引いて紡ぐという描写がされている。
- 手塚治虫 『ブラック・ジャック』（第19話）「木の芽」1974年（昭和49年）4月15日

人体にサボテンが寄生し、皮膚からサボテンの芽が発芽するという架空症例。類似例として手塚が想像した綿ふき病の病態が描かれ引き合いにされている。
- 安部公房 『密会』1977年（昭和52年）12月5日

奇病にかかった患者と治療を行う奇妙な医者たちを描いた長編小説。綿ふき病の綿から布団を作る話がでてくる。
- 筒井康隆 『裏小倉』1978年（昭和53年）

小倉百人一首のパロディ。皇嘉門院別当による88番「難波江の　葦のかりねの　ひとよゆゑ　みをつくしてや　恋ひわたるべき」が、綿ふき病を題とした短歌にアレンジされている。